# Utagawa Hiroshige
Utagawa Hiroshige (歌川広重?), seudónimo artístico de Andō Tokutarō (安藤徳太郎?) (Edo, actual Tokio, 1797-ibídem, 1858), fue un pintor japonés. Perteneció a la Escuela Utagawa, una de las más reputadas del estilo ukiyo-e. Hiroshige fue uno de los principales exponentes del paisajismo japonés, llevando esta disciplina a un nivel artístico y de estilo de gran calidad. Es también conocido como Andō Hiroshige (安藤広重?) e Ichiyūsai Hiroshige (一幽斎廣重?).
Hiroshige era dibujante, grabador y pintor, con una prolífica obra desarrollada entre 1818 y 1858, etapa en la que creó más de 5400 grabados. Se distinguió por series de estampas sobre el monte Fuji y sobre Edo (actual Tokio), dibujando con maestría los paisajes y la atmósfera de la ciudad, y captando los momentos de la vida diaria de la capital nipona antes de su transformación durante el período Meiji (1868-1912). Estas obras se caracterizan por su formato vertical, por el control sutil del cromatismo —con el dominio del verde y del azul— y su sentido del primer plano, que sería imitado, más tarde, por la fotografía y el cine.
Fue uno de los últimos representantes del ukiyo-e, y en particular del grabado, al que condujo a una cota de gran calidad antes de la decadencia de la xilografía en Japón. Hiroshige fue un humilde intérprete de la naturaleza, pero sobre todo fue un verdadero genio cuando se expresó con la ayuda de los medios limitados del grabado sobre madera, haciendo surgir las delicadas transparencias de la atmósfera al compás de las estaciones, en paisajes donde el ser humano está siempre presente. 
Poco después de la apertura forzada del Japón a los intercambios comerciales con Occidente, fue principalmente a través de la obra de Hiroshige que Europa descubrió hacia 1870 la asombrosa originalidad de las artes gráficas niponas. Su obra influyó en numerosos artistas europeos, creando un estilo denominado japonismo, que tuvo una influencia determinante sobre movimientos como el impresionismo y el modernismo.

## Biografía

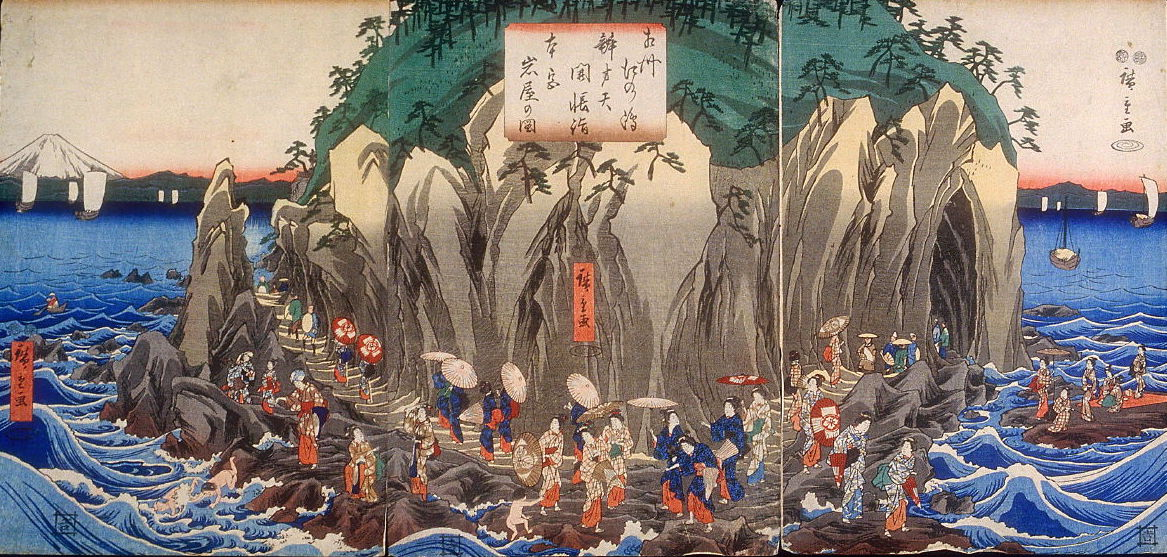
Peregrinación al santuario de la diosa Benzaiten en la gruta rocosa de Enoshima, en la provincia de Sagami (1850), tríptico en formato ōban, editorial Sumiyoshiya Masagoro.

Andō Tokutarō nació en Edo, la capital de Japón, probablemente en 1797 (la única referencia que hay sobre su nacimiento es el retrato póstumo que le dibujó Utagawa Kunisada, donde se especifica que murió a los 62 años). Era hijo de Andō Genuemon, un capitán de bomberos (hikeshi dōshin) de casta samurái, que ejercía como inspector de incendios en el distrito de Yayosugashi —actual barrio de Marunouchi—, por lo que recibía un sueldo directamente del Shogunato. Era un cargo hereditario, que transmitió a su hijo al morir, en 1809. Ese mismo año murió también su madre. En su juventud recibió los nombres de Tokubei y Jūemon, ya que era costumbre en esa época cambiar a menudo de nombre o añadir varios al principal.
Desde su niñez mostró un gran talento para el dibujo y la pintura, por lo que desde los diez años recibió clases de pintura, a cargo de Okajima Rinsai, un pintor de la escuela Kanō. En 1811 entró en el taller de Utagawa Toyohiro, del que llegó a ser su principal y más dotado discípulo. Al cabo de un año, en 1812, recibió el nombre artístico de Hiroshige, al tiempo que otro sobrenombre para el taller, Ichiyūsai —transformado en 1832 en Ichiryūsai (a veces reducido a Ryūsai)—. En aquella época era usual utilizar diversos nombres para sucesivas fases de la vida, como intento de propiciar la buena suerte. De igual manera, a la muerte de su maestro en 1828 se hizo cargo de su taller, adoptando el nombre de Toyohiro II, que, sin embargo, prácticamente no utilizó, quedándose con su nombre de aprendiz.
En manos de su maestro, Hiroshige se formó en el estilo característico de la escuela Utagawa, centrándose en la representación de mujeres bellas (bijin-ga) y actores del teatro popular japonés kabuki (yakusha-e). En sus primeros años realizó pocas obras, quizá debido a sus obligaciones en la estación de bomberos. Sin embargo, en 1832 renunció a su cargo, que transmitió a su hijo Nakajirō, dedicándose por completo a su labor artística. Fue ese el verdadero comienzo de su carrera y el inicio de su éxito, como el conseguido con su primera serie, Cincuenta y tres etapas de la ruta de Tōkaidō (Tōkaidō Gojūsantsugi, 1832-1834). Desde entonces se dedicó casi en exclusiva al paisajismo. Sus obras, sin embargo, contra lo que pudiera parecer, raramente están ejecutadas a la vista del paisaje original, sino que son reinterpretaciones basadas en ilustraciones de las guías de viaje. Al parecer, Hiroshige no viajó mucho y llevó una vida bastante sedentaria en su ciudad natal, Edo.
Hiroshige estuvo casado en dos ocasiones: con su primera esposa —de la que no se sabe el nombre— se casó en 1821, enviudando en 1839; más tarde, en 1847, se casó en segundas nupcias con Yasu, quince años menor que él. Con su primera esposa tuvo un hijo, Nakajirō, mientras que con la segunda adoptaron una niña, llamada Tatsu, que posteriormente se casaría con Hiroshige II y con Hiroshige III, los dos discípulos del maestro. En 1849 se trasladó a Kanōshindō, en el distrito de Nakabashi, donde construyó una nueva casa. De su vida cotidiana se sabe que era algo disoluto, así como un gran aficionado a la gastronomía. Sin embargo, a los 60 años (en 1856), se convirtió en monje budista, tras el ritual de afeitarse la cabeza.
Hiroshige murió de cólera en 1858 (el sexto día del noveno mes del año 5 de Ansei, según el calendario japonés), debido a una epidemia que se desató por la ciudad, cobrándose 28 000 víctimas. Fue enterrado en el cementerio del templo Asakusa Tōgakuji, en una ceremonia al estilo samurái, y recibió póstumamente los nombres de Genkōin Tokuo Ryūsai Shinji. Tuvo varios discípulos, los dos principales que llevaron su mismo nombre, Hiroshige II y Hiroshige III, junto a diversos otros como Utagawa Shigemaru, Utagawa Shigekiyo, Utagawa Hirokage, Shōsai Ikkei, etc.

## Estilo

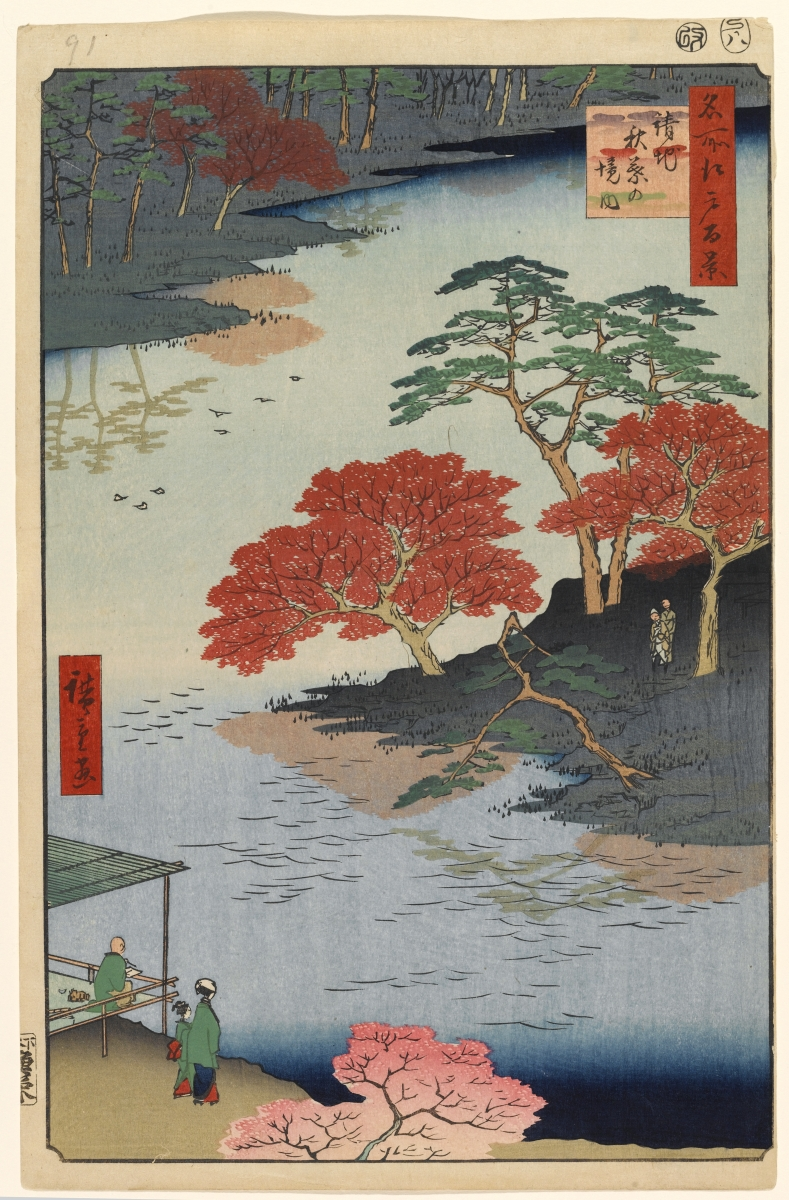
En el santuario de Akiba en Ukeji, de la serie Cien famosas vistas de Edo (1857). Se trata de un posible autorretrato de Hiroshige: en la esquina inferior izquierda vemos un pabellón de té, donde un monje está pintando el paisaje que tiene enfrente. Según el historiador Henry D. Smith se trataría de Hiroshige, que en 1856, al cumplir sesenta años, realizó el ritual budista de afeitarse la cabeza, iniciando la vida de monje. En ese caso, la mujer y la niña que tiene al lado podrían ser su segunda mujer, Yasu, y su hija Tatsu. Un hecho que corroboraría esta hipótesis es la especial relación de la familia con el santuario de Akiba, donde Hiroshige III, el último discípulo del pintor y marido de su hija Tatsu, colocó una lápida conmemorativa en el 25 aniversario de la muerte del artista.

Hiroshige se enmarcó dentro del estilo ukiyo-e (浮世絵 estampas del mundo flotante?). Durante el período Edo Japón estuvo gobernado por el Shogunato Tokugawa, que cerró el país a todo contacto exterior: los cristianos fueron perseguidos y los comerciantes europeos expulsados. Este período supuso una etapa de paz y prosperidad tras las guerras civiles acaecidas en Japón durante los siglos XV y XVI: entre 1573 y 1603 (período Azuchi-Momoyama), Japón fue unificado por Oda Nobunaga, Toyotomi Hideyoshi y Tokugawa Ieyasu, que eliminaron a los daimyō (señores de la guerra de origen feudal) y crearon un estado centralizado. La capital se estableció en Edo (江戸 estuario?) (futura Tōkyō), que creció con gran rapidez, especialmente tras la reconstrucción de la ciudad en 1657 debido a un gran incendio que la destruyó casi por completo. En 1725 la ciudad era la más populosa del mundo, con más de un millón de habitantes. En vida de Hiroshige, la ciudad contaba con una población de casi dos millones de habitantes, con una superficie de unos 80 km².
Edo se convirtió en el núcleo de una próspera clase media: pese al sistema de vasallaje, proliferó el comercio y la artesanía, apareciendo una clase burguesa que fue creciendo en poder e influencia, y que se dedicó al fomento de las artes, especialmente grabados, cerámica, lacas y productos textiles. Así, cobró un gran auge el grabado en madera, surgiendo una importante industria en núcleos urbanos especializada en textos ilustrados y estampas. Inicialmente eran grabados en tinta negra sobre papel coloreado a mano, pero a mediados del siglo XVIII surgió la impresión en color (nishiki-e).
La escuela ukiyo-e se destacó por la representación de tipos y escenas populares. Desarrollada alrededor de la técnica del grabado —principalmente xilografía—, fue un estilo de corte laico y plebeyo, eminentemente urbano, que inspirándose en temas anecdóticos y escenas de género, les otorgaba un lirismo y una belleza extraordinarias, con una sutil sensibilidad y un gusto refinado de gran modernidad. Con la llegada de la paz tras las guerras civiles y el auge de una clase burguesa en las grandes ciudades —principalmente en Edo—, la nueva prosperidad se tradujo en un aumento del consumo de arte, especialmente de las estampas que retrataban la vida urbana y los ambientes de ocio y entretenimiento: casas de té, geishas, actores de kabuki, luchadores de sumo, etc. Fue una época lúdica, donde se valoraba el esparcimiento, la diversión, el relax, todo lo que hacía de la vida agradable. Había una sensación de dejarse llevar por el placer, el hedonismo, de ahí el nombre ukiyo-e: «estampas del mundo flotante». Este estilo tuvo un gran éxito entre las clases medias de Edo, que consumían con avidez las estampas que retrataban de forma sencilla y amena, pero a la vez artística y estética, la ciudad, los ambientes y la gente que conocían y les resultaban agradables.

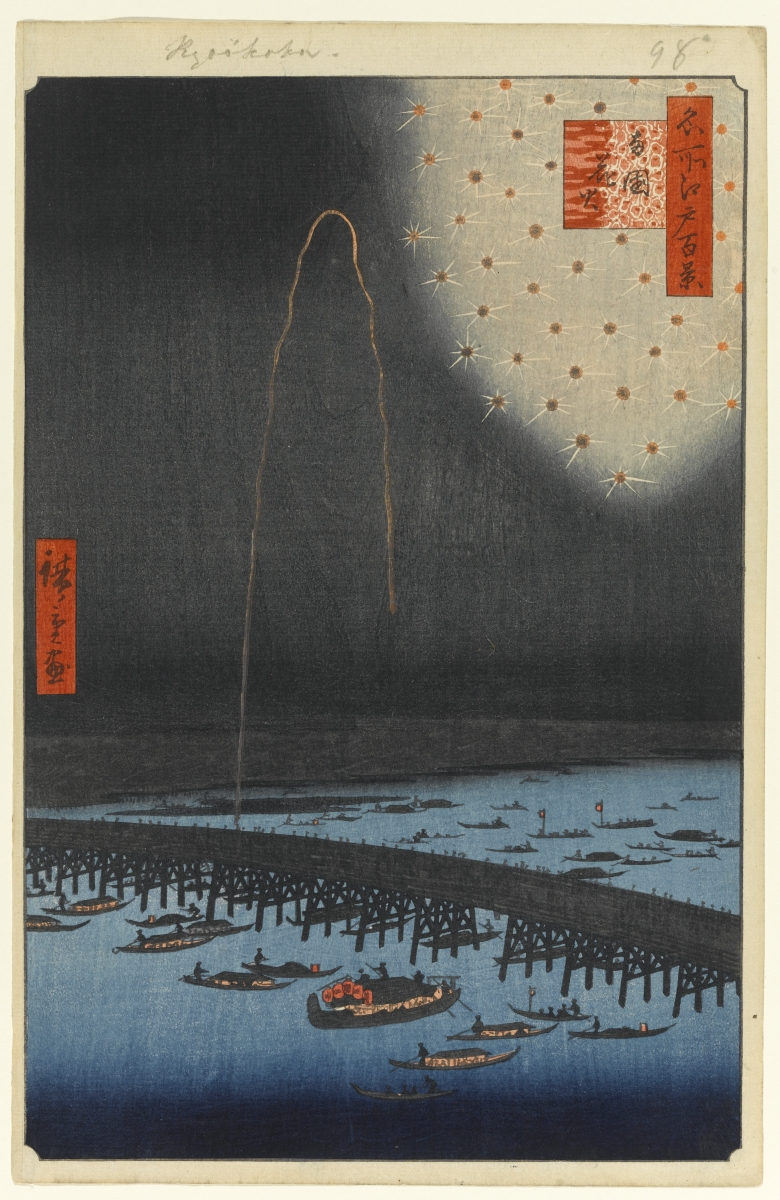
Fuegos artificiales en el puente Ryōgoku, de la serie Cien famosas vistas de Edo (1856-1858), formato ōban, editorial Sakanaya Eikichi.

Su fundador fue Hishikawa Moronobu, al que siguieron figuras como Okumura Masanobu, Suzuki Harunobu, Isoda Koryūsai y Torii Kiyonobu, fundador de la escuela Torii. Varios artistas se especializaron en la reproducción de los actores del teatro popular japonés kabuki —yakusha-e (役者絵 «cuadros de actores»?)—, entre ellos Torii Kiyomasu, Torii Kiyomitsu y, sobre todo, Tōshūsai Sharaku. Otro género bastante corriente fue el bijin-ga (美人画 «cuadros de mujeres hermosas»?), que representaba a geishas y cortesanas en actitudes íntimas y escenas de tocador, con gran detallismo, principalmente en sus ropajes, como se denota en la obra de Torii Kiyonaga, Kitagawa Utamaro y Keisai Eisen. Otra variante fue el shunga (春画 estampas primaverales?), de contenido más explícitamente erótico. El paisajismo fue introducido por Utagawa Toyoharu —fundador de la escuela Utagawa, a la que perteneció Hiroshige—, que aplicó la perspectiva occidental al paisaje japonés, seguido por la excepcional obra de Katsushika Hokusai.
Hiroshige fue uno de los últimos y mejores representantes del estilo ukiyo-e. Discípulo de Utagawa Toyohiro, se inició en los géneros yakusha-e y bijin-ga, aunque posteriormente se especializó en el paisajismo, generalmente en formato de grabado. También aprendió los estilos de las escuelas Kanō y Maruyama-Shijō. Su estilo se caracterizó por un gran realismo y el reflejo de la vida cotidiana y las gentes populares, así como una gran sensibilidad en el tratamiento atmosférico de sus obras y la plasmación en imágenes de estados de ánimo. Supo captar de forma magistral la luz de diferentes horas del día, así como los cambios sucedidos en la naturaleza en el transcurso de las estaciones. Reflejó la naturaleza de una forma lírica y evocadora, con un cierto romanticismo y una gran sensibilidad para la belleza efímera de la naturaleza. Solía articular sus imágenes desde perspectivas poco usuales, con puntos de vista insólitos y efectistas, a menudo mostrando el fondo desde un elemento en primer plano, ya fuese natural, humano o arquitectónico. En sus paisajes las figuras humanas tienen pequeño tamaño, enmarcándose en grandes espacios que las envuelven, y tienen un carácter más bien anecdótico, mostrando oficios, labores y costumbres del pueblo llano, a menudo con un tono humorístico y, ciertas veces, satírico. En algunas ocasiones también introdujo poemas en sus imágenes, con una delicada caligrafía, reflejo de su excelente formación tanto literaria como artística.

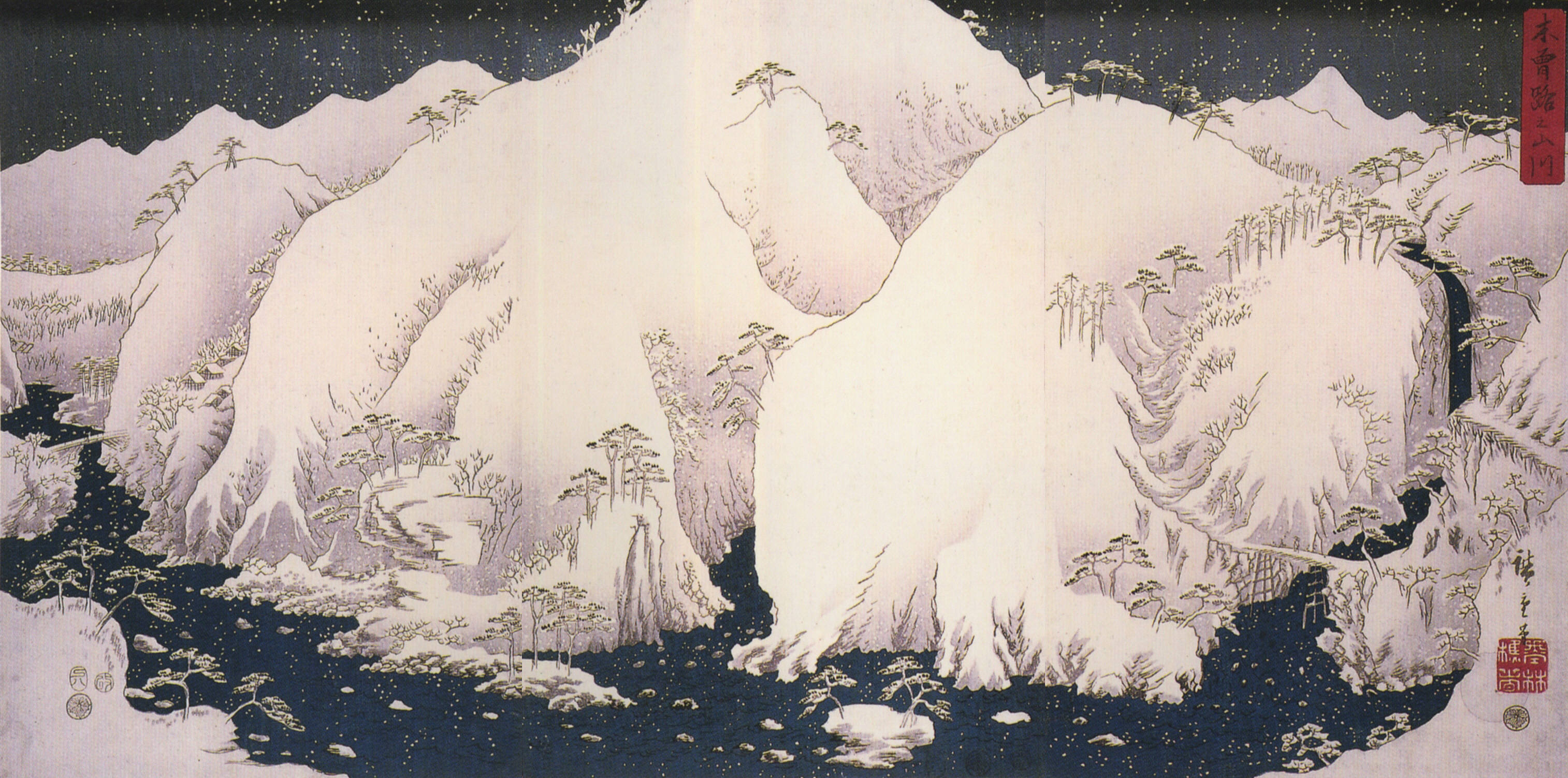
Nieve en Kisoji (1857), de la serie Nieve, luna y flores, tríptico en formato ōban, editorial Okazawaya Taheiji.

Uno de los puntos más resaltables en la obra de Hiroshige es su subjetivismo, su punto de vista personal que subyace en todas sus obras, las cuales interpreta desde un prisma un tanto idealizador, mostrando a menudo imágenes donde reinterpreta la realidad conforme a una visión utópica del paisaje y la sociedad de su época. Así, por ejemplo, en Cien famosas vistas de Edo, realizada poco después del devastador terremoto de 1855, no mostró los efectos del seísmo, sino una ciudad perfectamente construida y en perfecto estado de conservación. Esta idealización se muestra igualmente en las escenas y personajes elegidos, inmersos en un ambiente lúdico y jovial, sin aspectos negativos que enturbien la agradable estética de sus obras. Igualmente, el aspecto compositivo y el cromatismo de colores intensos y expresivos también traslucen una concepción ideal del paisaje. Sin embargo, el tono ideal del conjunto de una imagen no impide la más realista descripción de personas y objetos, retratados con todo detalle, o incluso la aparición de elementos vulgares o soeces. Otro componente del paisaje en Hiroshige es el aspecto emotivo, ya que generalmente elige temas y lugares conocidos del gran público (meisho-e, «cuadros de lugares famosos»), sitios de interés turístico, templos y santuarios de devoción popular, locales de recreo y ocio, rincones de la ciudad que la gente conoce y estima, y que admira en las estampas del pintor, creando una vinculación entre la imagen y la memoria colectiva del espectador. A ello contribuye además el carácter literario de numerosas obras de Hiroshige, basadas muchas veces en leyendas y cuentos populares, o en poemas y narraciones de los mejores escritores japoneses.
Hiroshige conocía la perspectiva lineal de origen occidental, que usó algunas veces en sus obras, sobre todo en la representación de arquitecturas o paisajes urbanos con un pronunciado punto de fuga en el horizonte. Aprendió esta técnica de grabados holandeses, que eran los únicos de origen europeo que mantenían un contacto comercial con el cerrado Japón del período Edo, ya que tenían un acceso limitado al puerto de Nagasaki. A través de esta relación comercial se introdujeron en Japón múltiples conocimientos de la cultura europea, tanto a nivel artístico como científico, tecnológico, literario, filosófico, etc. Estos conocimientos fueron llamados rangaku («ciencias holandesas»). En la representación artística, tuvo gran relevancia el estudio de obras como el Manual de introducción a la pintura de Gérard de Lairesse (1707), así como obras de anatomía, zoología y botánica, que permitieron una trascripción más rigurosa y detallada de la realidad. En Japón, la perspectiva occidental fue llamada uki-e («cuadros flotantes»), por la sensación que daba al espectador de verse sumido dentro de la escena. En la obra de Hiroshige, por ejemplo, se denota la influencia occidental en el uso de sombras para dar relieve, buscando la tridimensionalidad tan característica del arte occidental. También se vislumbra su conocimiento de las ciencias europeas en la representación de animales, peces y plantas, a menudo con un estilo cercano al género de la naturaleza muerta, muy practicado en Occidente.

## Obra

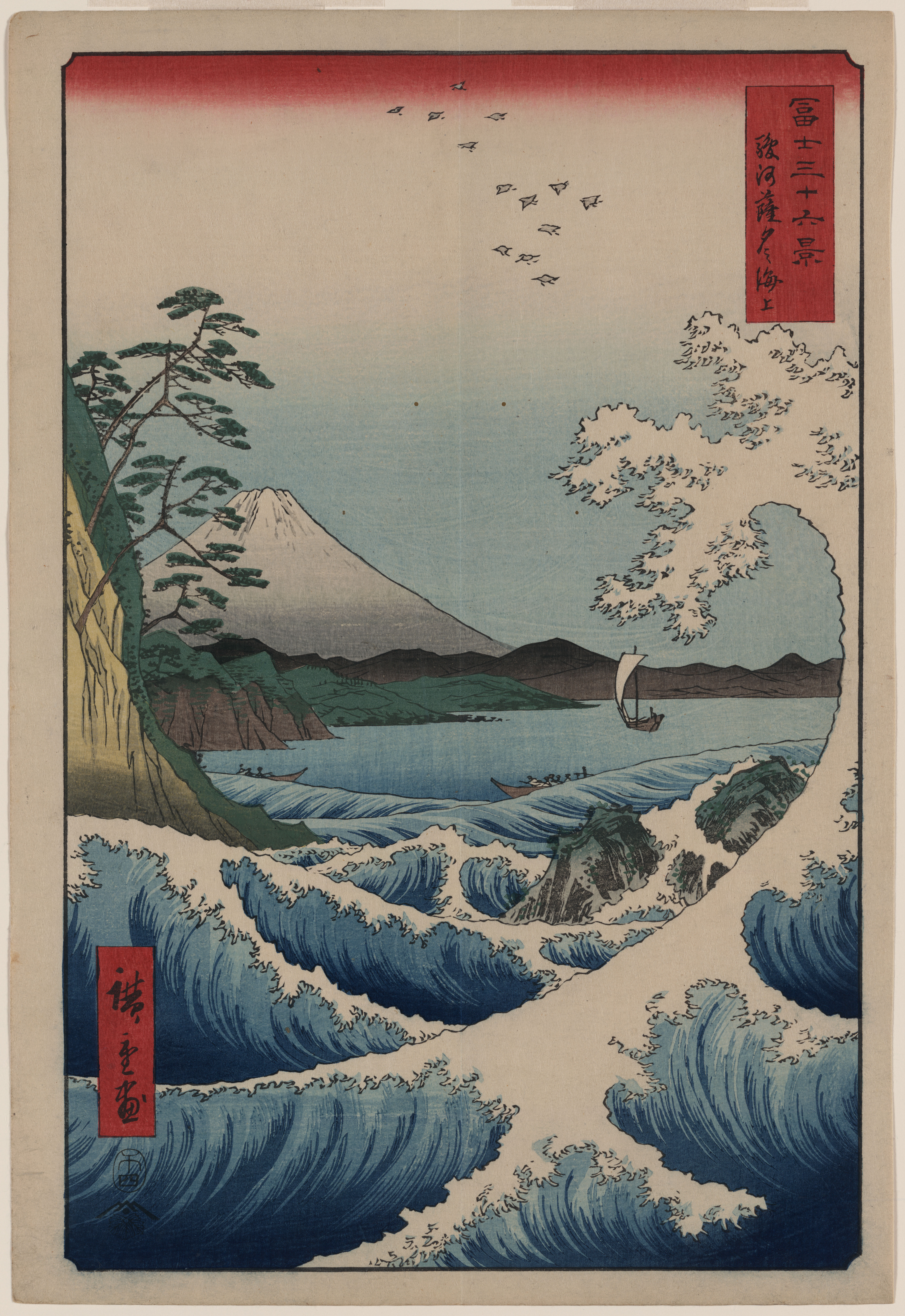
El mar frente a Satta en la provincia de Suruga, de la serie Treinta y seis vistas del monte Fuji (1858-1859), formato ōban, editorial Tsutaya.

Hiroshige fue un autor muy prolífico: a lo largo de toda su vida realizó unas 5400 xilografías, que le convirtieron en un maestro indiscutible del ukiyo-e. Utilizaba la técnica nishiki-e, un tipo de cromoxilografía introducido en el siglo XVIII (hacia 1765) que permitía el grabado en color. Igualmente, dominaba diversas técnicas que había ido aprendiendo a lo largo de su vida: karazuri, técnica de grabado realzado en que se imprime sobre el papel una plancha sin tinta, para que quede impreso el relieve; atenashi-bokashi, técnica que mezcla un líquido con la tinta y se reparte por toda la superficie, ideal para el agua y las nubes; kimekomi, técnica por la que se presiona una plancha sobre el papel, para líneas y contornos; y kirakake, grabado brillante, realizado con dos planchas, una de color y otra de cola de huesos, sobre las que se coloca el papel, que posteriormente es rociado con polvo de mica.
Hiroshige se encargaba de hacer los dibujos y bocetos para la impresión; luego, un artesano (horishi) hacía las planchas de madera, y un impresor (surishi) ejecutaba las estampas, de las que generalmente se hacían múltiples copias —la tirada dependía del éxito de la serie, pudiendo llegar a 25 000 ejemplares—. El editor se encargaba de la dirección y organización de la serie, así como de su distribución y comercialización; era el que abonaba el sueldo al artista y los impresores, que eran considerados como simples trabajadores manuales. Posteriormente, la obra debía pasar la censura (kiwame) —según un edicto de 1790 todas las obras debían cumplir la política de limitación del lujo, así como no contener material políticamente sensible— antes de llegar al público.
En sus primeros años se centró en la representación de mujeres bellas (bijin-ga) y actores del teatro popular japonés kabuki (yakusha-e). También ilustró algunos libros, como un ejemplar de poesías cómicas (kyōkabon). Sin embargo, desde 1832, fecha en que comenzó su serie Cincuenta y tres etapas de la ruta de Tōkaidō, se dedicó especialmente al paisajismo, terreno en el que fue un gran maestro y por el que es principalmente recordado. Sus paisajes denotan un profundo estudio del natural, que le permitía recrear cualquier paisaje aunque no lo conociese de primera mano, pues muchas de sus obras están inspiradas en ilustraciones de las guías de viajes. Destacan especialmente por su tratamiento atmosférico, especialmente en escenas nocturnas o con lluvia, niebla o nieve, así como por su intenso cromatismo, reflejando con maestría la luz de diferentes horas del día, desde el alba hasta el ocaso. La figura humana suele ser de pequeño tamaño, inmersa en el paisaje y ocupada en sus quehaceres cotidianos, a menudo con un tratamiento anecdótico y un cierto tono humorístico, a veces incluso satírico.

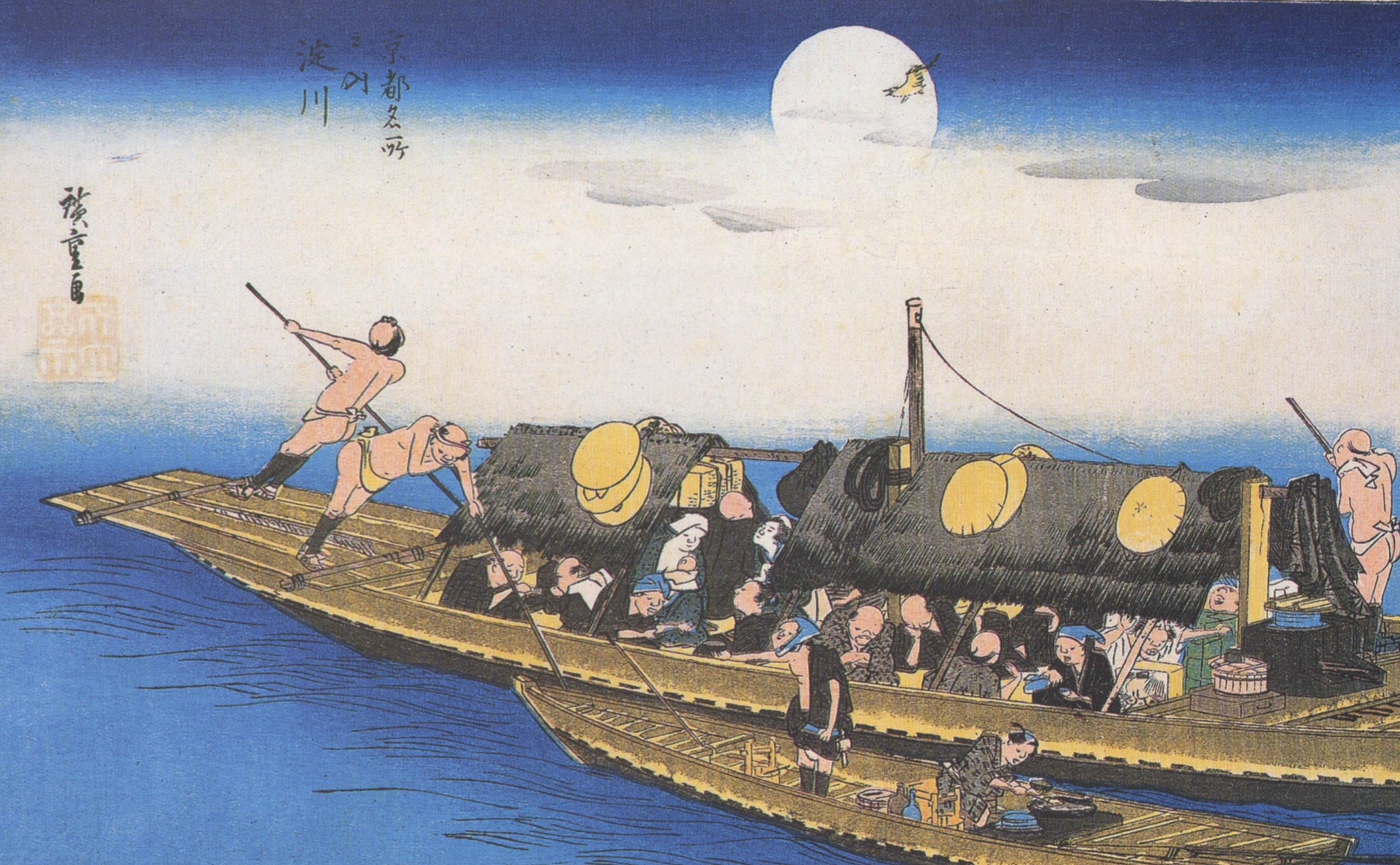
Vistas de lugares famosos de la capital Kyōto: Yodogawa (1834), editorial Kawaguchi Shōzō.

La serie Cincuenta y tres etapas de la ruta de Tōkaidō (Tōkaidō Gojūsantsugi, 1832-1834) fue una de las primeras grandes series de estampas de Hiroshige, la que le lanzó a la fama y le otorgó una reputación como gran paisajista. La ruta de Tōkaidō transcurría a lo largo de la costa oriental de Japón conectando Edo con Kyōto, y era una ruta muy transitada sobre todo por los cortejos de los daimyō, obligados a fijar su residencia en Edo. Se cree que Hiroshige pudo hacer esta ruta en 1832, en el seno de una embajada oficial del shōgun a la corte imperial en Kyōto, aunque algunos historiadores lo ponen en duda, pues ya había renunciado a su cargo oficial en el cuerpo de bomberos, y porque la mayoría de encargos artísticos oficiales eran encargados a la escuela Kanō. La serie fue lanzada por entregas entre 1832 y 1834, impresa por la editorial Hōeidō y Senkakudō. Comprendía cincuenta y cinco estampas, de gran riqueza estilística y variedad compositiva, inspiradas muchas de ellas en la literatura ilustrada de viajes y denotando una cierta influencia de la pintura china. En estas obras inició su estilo característico, marcado por la composición en planos y la inclusión de objetos o personajes anecdóticos, a menudo con un cierto tono humorístico.
Otra serie de gran relevancia fue Cien famosas vistas de Edo (Meisho Edo hyakkei, 1856-1858), la más exitosa de su carrera y la que tuvo mayor repercusión en Occidente. Comprende un total de 119 estampas sobre paisajes y lugares emblemáticos de Edo. El autor pretendió reflejar los cambios sufridos por la capital nipona durante esos últimos años, en que el progreso y la modernidad avanzaban vertiginosamente destruyendo las costumbres y tradiciones ancestrales de Japón, especialmente tras la apertura forzada en 1853 por el comodoro estadounidense Matthew Perry y el fuerte terremoto ocurrido en 1855. Hiroshige recibió el encargo de Sakanaya Eikichi, un editor que quiso reflejar los cambios acaecidos en Edo tras el terremoto. El artista, en la cima de su carrera, plasmó esta idea en más de cien vistas sobre los lugares más conocidos y pintorescos de la ciudad. Buscó sobre todo imágenes insólitas y enfoques novedosos, con perspectivas poco usuales, como imágenes partidas por un marco vertical o bien medio tapadas por un objeto cotidiano, que se sitúa entre el fondo y la vista del espectador. Estas vistas tuvieron una exitosa acogida —de cada grabado se realizaron de 10 000 a 15 000 ejemplares—, aunque desgraciadamente la serie quedó interrumpida por la muerte del autor en 1858. Algunos grabados fueron terminados por su discípulo Utagawa Hiroshige II.

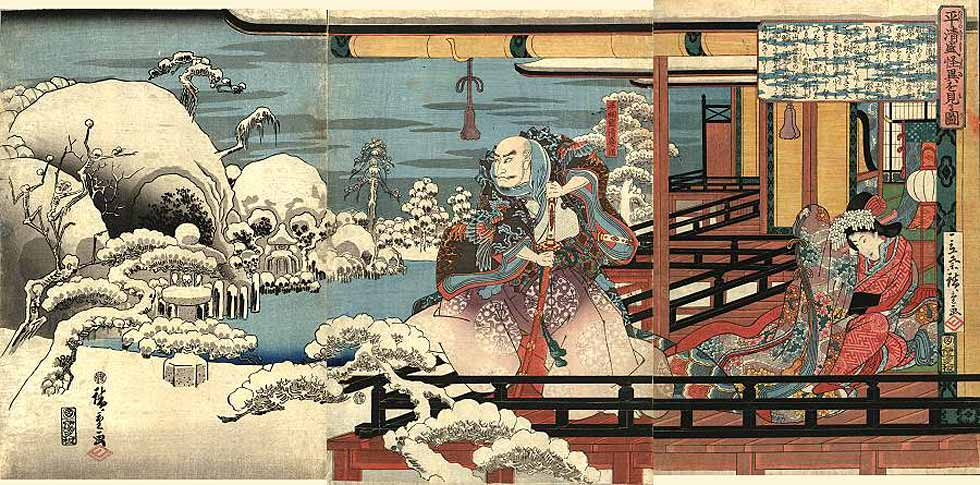
Taira no Kiyomori ve apariciones sobrenaturales (1840), tríptico en formato ōban, editorial Ibaya Kyūbei.

Además del paisaje, Hiroshige se dedicó esporádicamente a otros géneros, especialmente la representación de flores, aves, peces y otros animales (kachō-ga), a menudo dispuestos de una forma similar al género europeo del bodegón. Su tratamiento de estos elementos era bastante realista, lo que denota el estudio de las obras científicas europeas. También se dedicó al género de la caricatura y las estampas humorísticas, el giga («imágenes de juegos»), precursor del moderno manga. Así, por ejemplo, en su serie Siluetas improvisadas firmó como Hiroshige zarefude («Hiroshige jugando con el pincel»). Otro terreno en el que se movió fue el harimaze («estampas mixtas»), una especie de postales que reunían varias imágenes en una sola hoja, generalmente las vistas más famosas de un lugar, así como sus especialidades en diversos terrenos como la gastronomía o la artesanía. Por último, cabe citar alguna incursión esporádica en el shunga («estampas primaverales»), el género erótico.

### Series destacadas
De su producción, se pueden destacar las siguientes series de grabados:
- Famosas vistas de la capital oriental (Tōto Meisho jukkei, 1831).
- Cincuenta y tres etapas de la ruta de Tōkaidō (Tōkaidō Gojūsantsugi, 1832-1834).
- Famosas vistas de nuestro país (Honcho meisho, 1832-1837).
- Famosas vistas de Kioto (Kyōto meisho, 1834-1835).
- Famosas vistas de Ōsaka (Ōsaka meisho, 1834-1835).
- Ocho vistas de la provincia de Ōmi (Ōmi hakkei, 1834-1835).
- Seis ríos Tama en las diferentes provincias (Shokoku mutamagawa, 1834-1835).

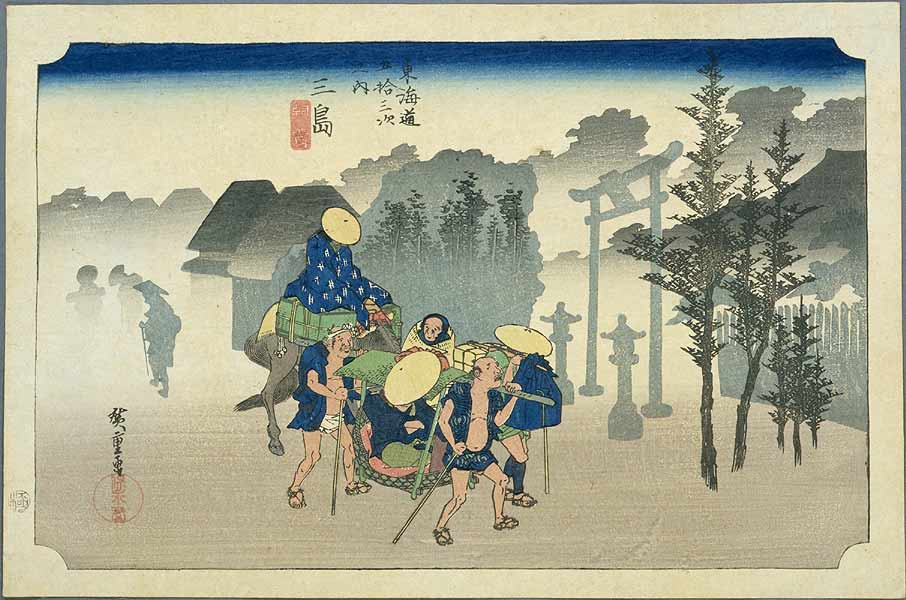
Estación 11: Mishima (三島).
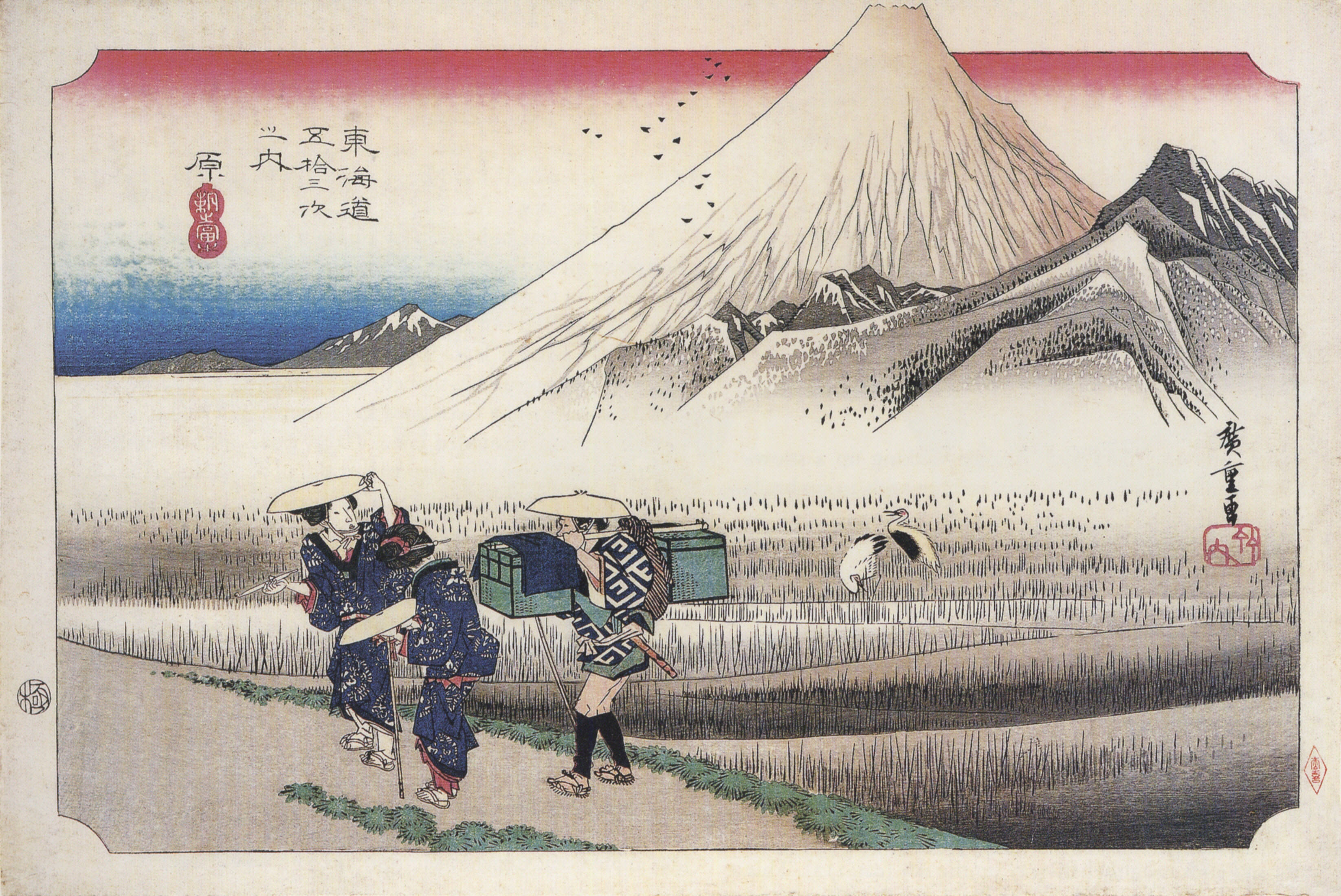
Estación 13: Hara (原).
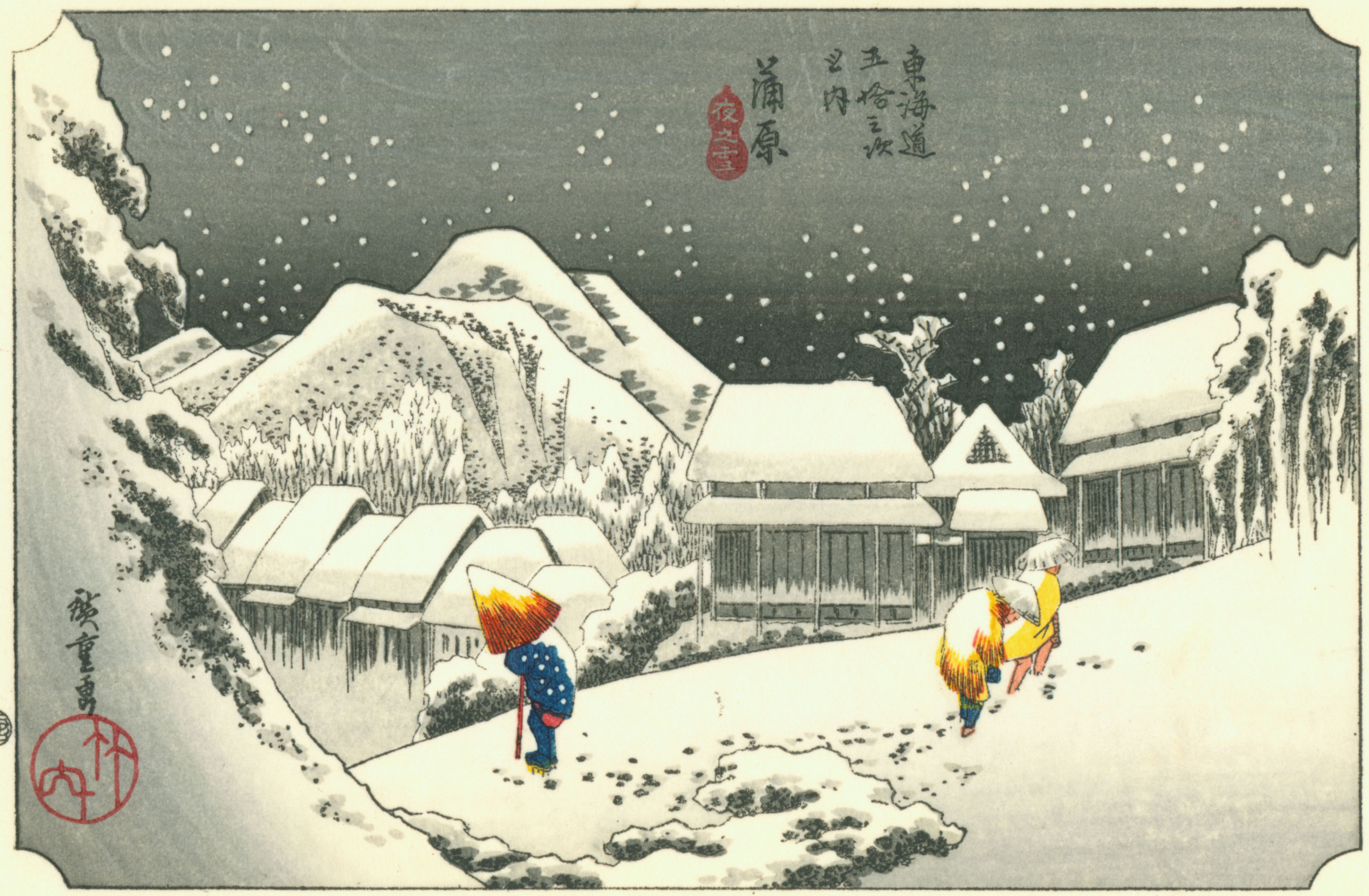
Estación 15: Kanbara (蒲原).
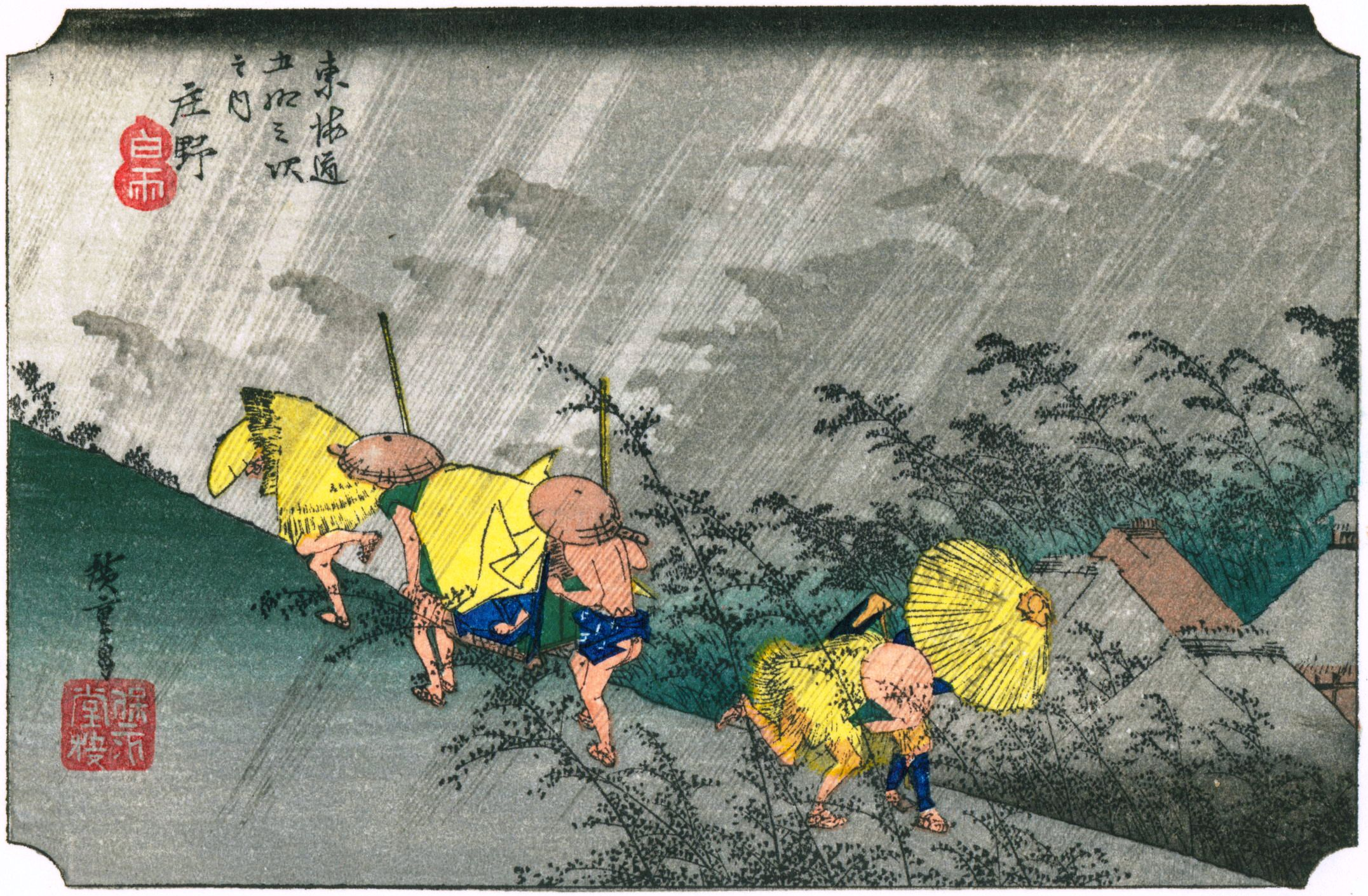
Estación 45: Shōno (庄野).

- Sesenta y nueve estaciones del Kisokaidō (Kisokaidō Rokujūkyūtsugi no uchi, 1835-1842), en colaboración con Keisai Eisen.
- Restaurantes y casas de té de primera en Edo (Edo kōmei kaitei zukushi, 1835-1842).
- Cincuenta y tres etapas de la ruta de Tōkaidō con poemas kyōka (Kyōka Tōkaidō, 1839-1840).
- Siluetas improvisadas (Sokkyō kageboshi zukushi, 1840).
- Cincuenta y tres etapas de la ruta de Tōkaidō, edición Gyōsho (Gyōsho Tōkaidō, 1841-1842).
- Cincuenta y tres etapas de la ruta de Tōkaidō, edición Reisho (Reisho Tōkaidō, 1848-1852).
- Cincuenta y tres etapas de la ruta de Tōkaidō con figuras (Jinbutsu Tōkaidō, 1848-1852).
- Vistas famosas de Edo (Edo meisho, 1853).
- Famosas vistas de las más de 60 provincias (Rokujū yoshū meisho zue, 1853-1858).
- Vistas famosas de las 53 estaciones (Gojūsantsugi meisho zue, 1855).
- Cien famosas vistas de Edo (Meisho Edo hyakkei, 1856-1858).
- Nieve, luna y flores (Yuki, tsuki, hana, 1857).

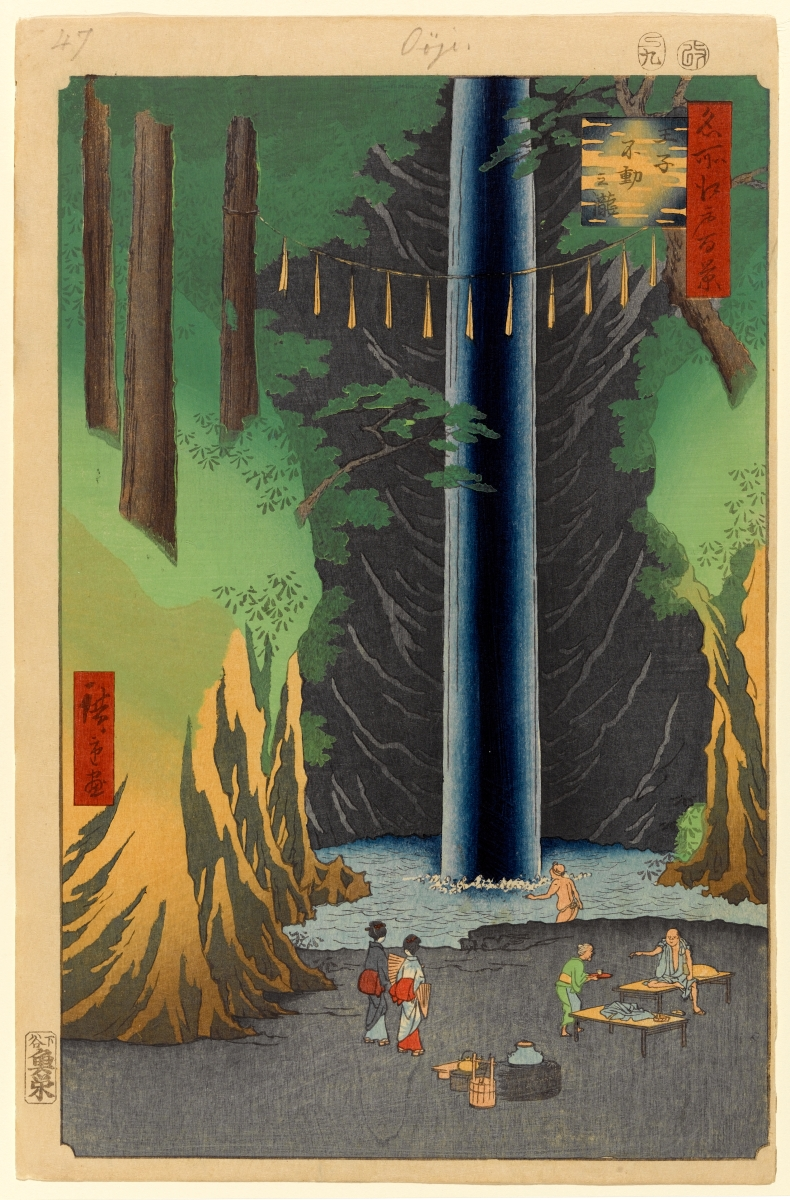
La catarata de Fudō en Ōji (王子不動之滝, Ōji Fudō no taki).
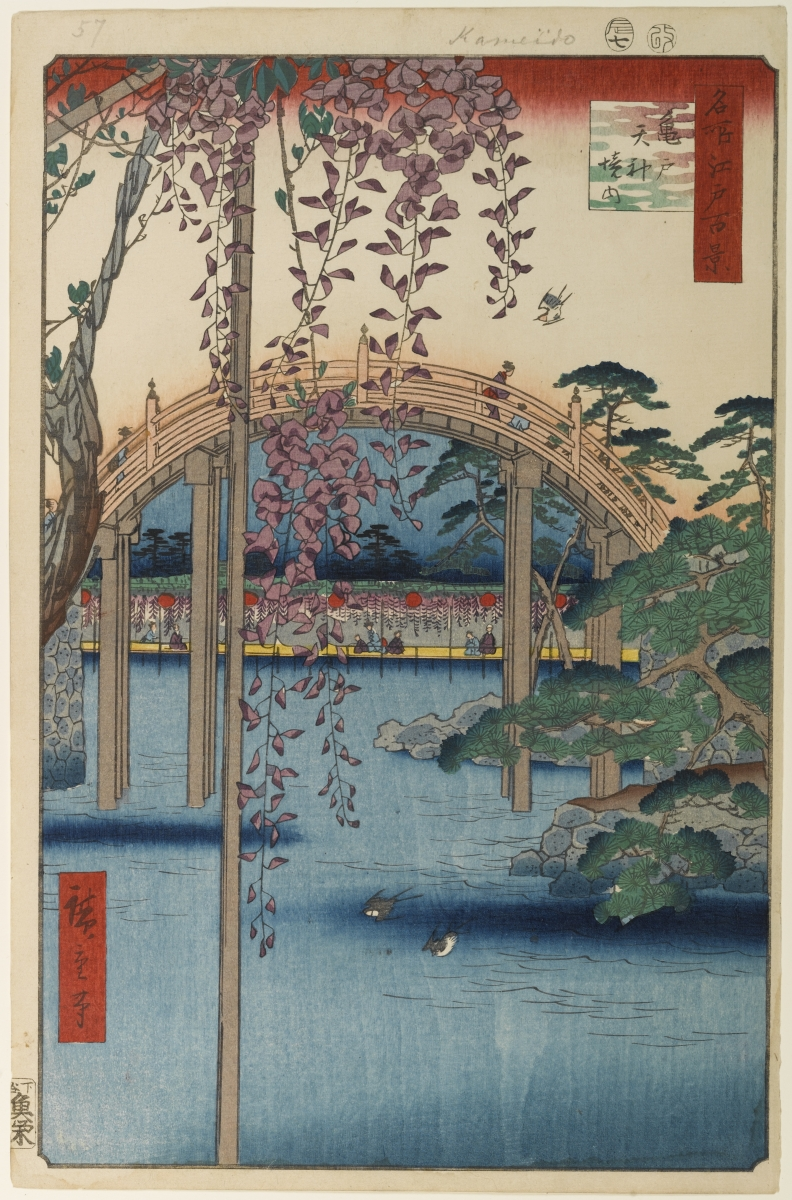
En el santuario de Kameido Tenjin (亀戸天神境内, Kameido Tenjin keidai).
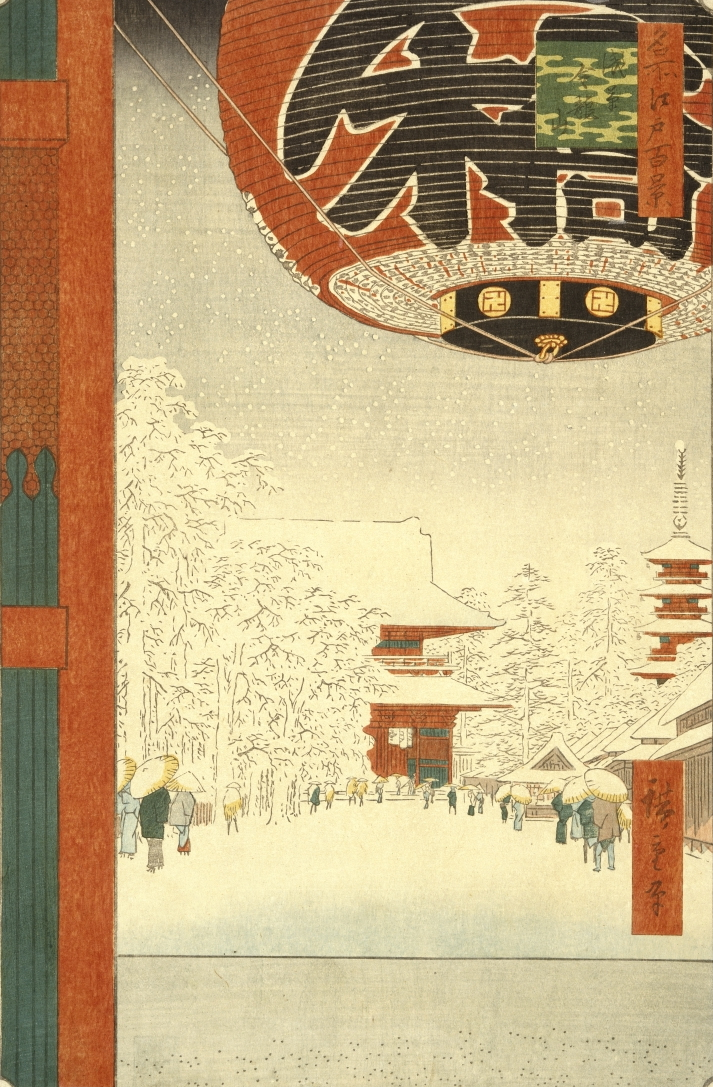
El templo de Kinryūzan en Asakusa (浅草金龍山, Asakusa Kinryūzan).
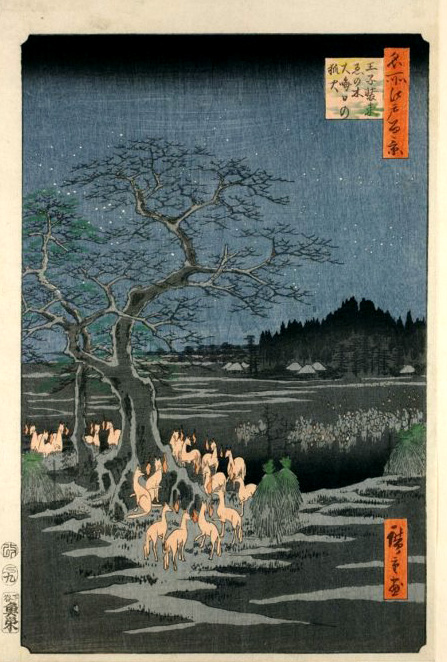
Zorros de fuego en la Nochevieja bajo el árbol enoki cerca de Ōji (王子装束ゑの木大晦日の狐火, Ōji Shōzoku enoki Ōmisoka no kitsunebi).

- Treinta y seis vistas del monte Fuji (Fuji Sanjū-Rokkei, 1858-1859), terminada por Hiroshige II.

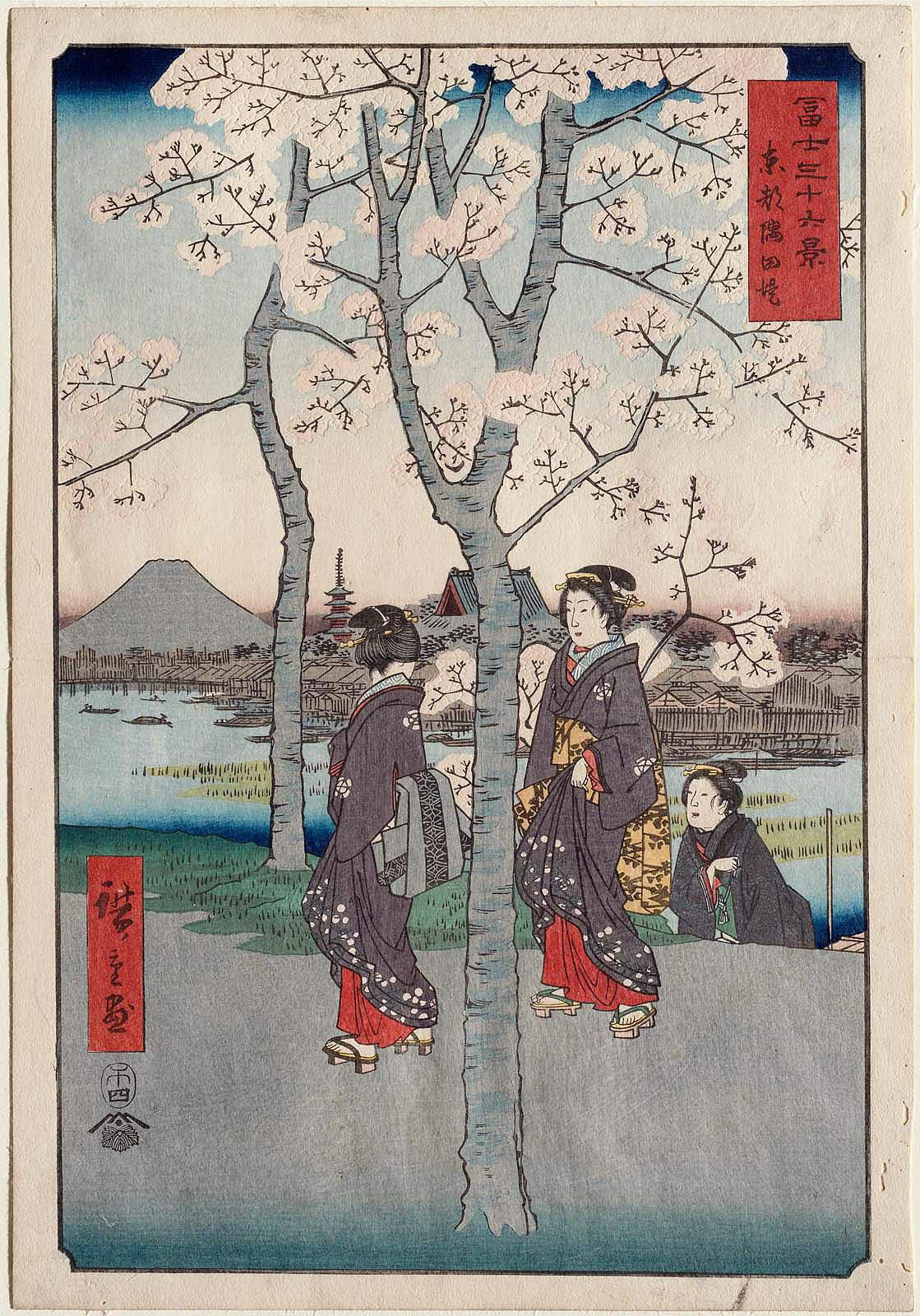
El dique de Sumida en la capital oriental (東都墨田堤, Tōto sumida tsutsumi).
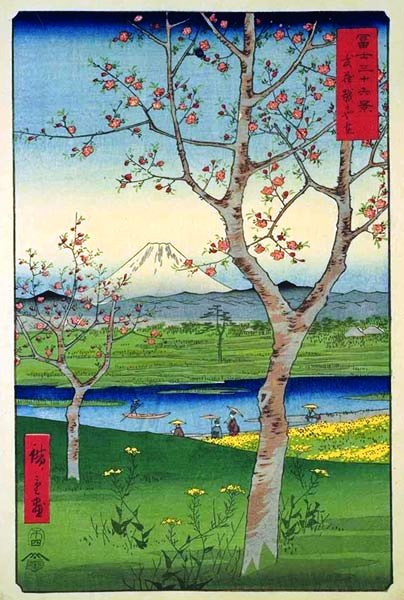
Koshigaya en la provincia de Musashi (武蔵越が谷在, Musashi koshigaya zai).
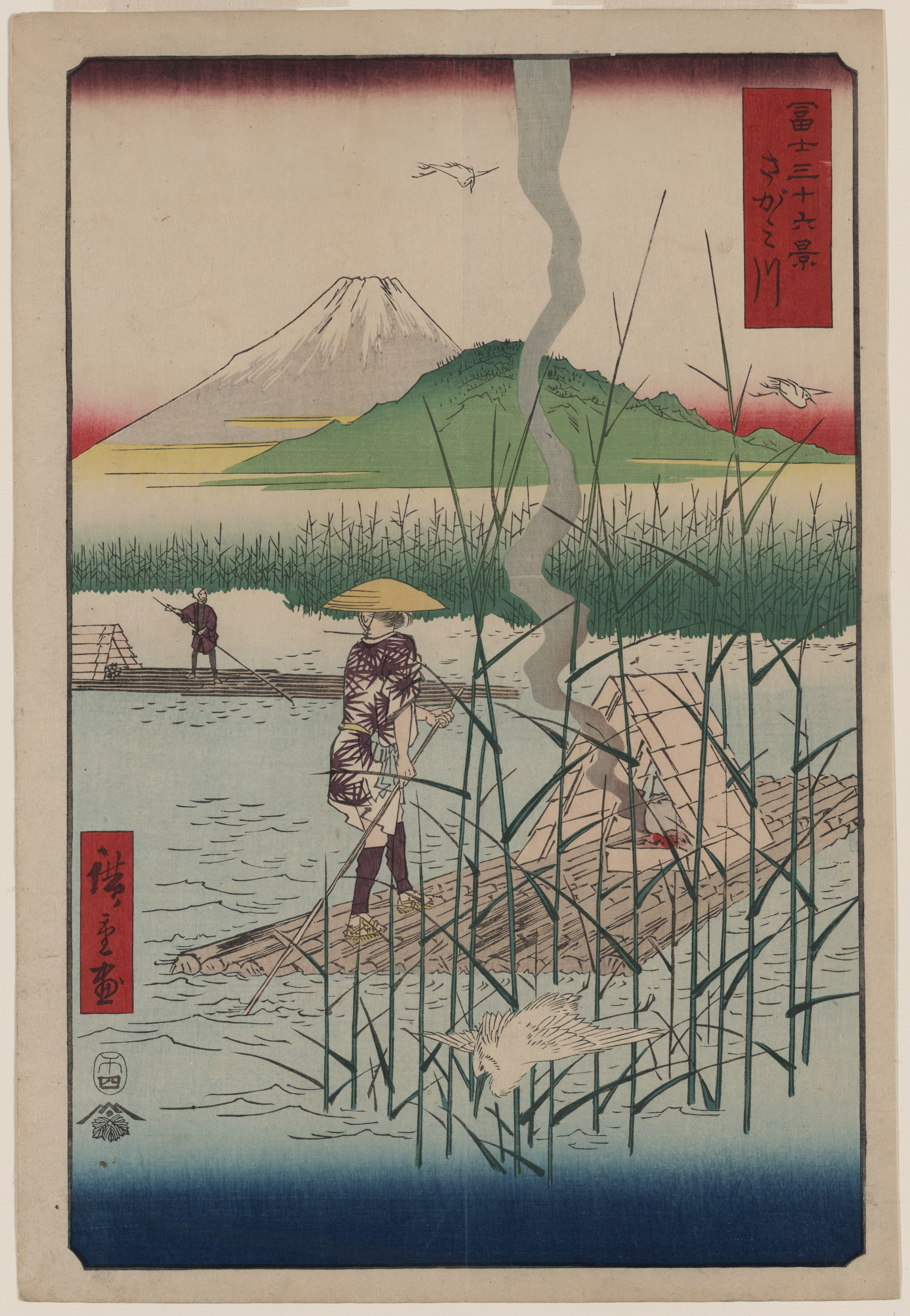
El río Sagami (さがみ川, Sagamigawa).
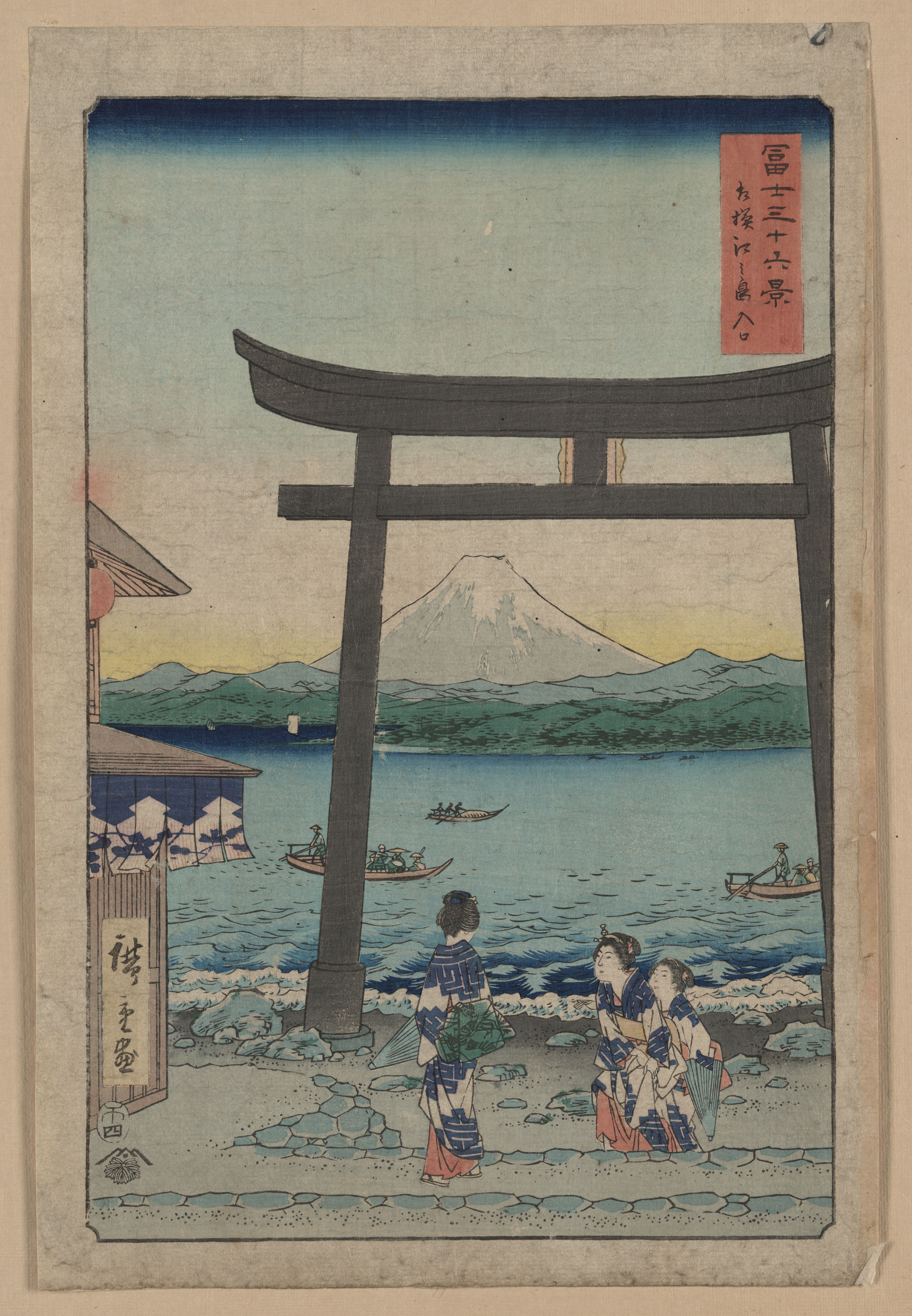
La puerta de entrada a Enoshima en la provincia de Sagami (相摸江之島入口, Sagami enoshima iriguchi).

Cincuenta y tres etapas de la ruta de Tōkaidō (東海道五十三次 Tōkaidō Gojūsantsugi?) (1832-1834)
- Estación 11: Mishima (三島?).
- Estación 13: Hara (原?).
- Estación 15: Kanbara (蒲原?).
- Estación 45: Shōno (庄野?).

Sesenta y nueve estaciones del Kisokaidō (木曾街道六十九次 Kisokaidō Rokujūkyūtsugi no uchi?) (1835-1842)

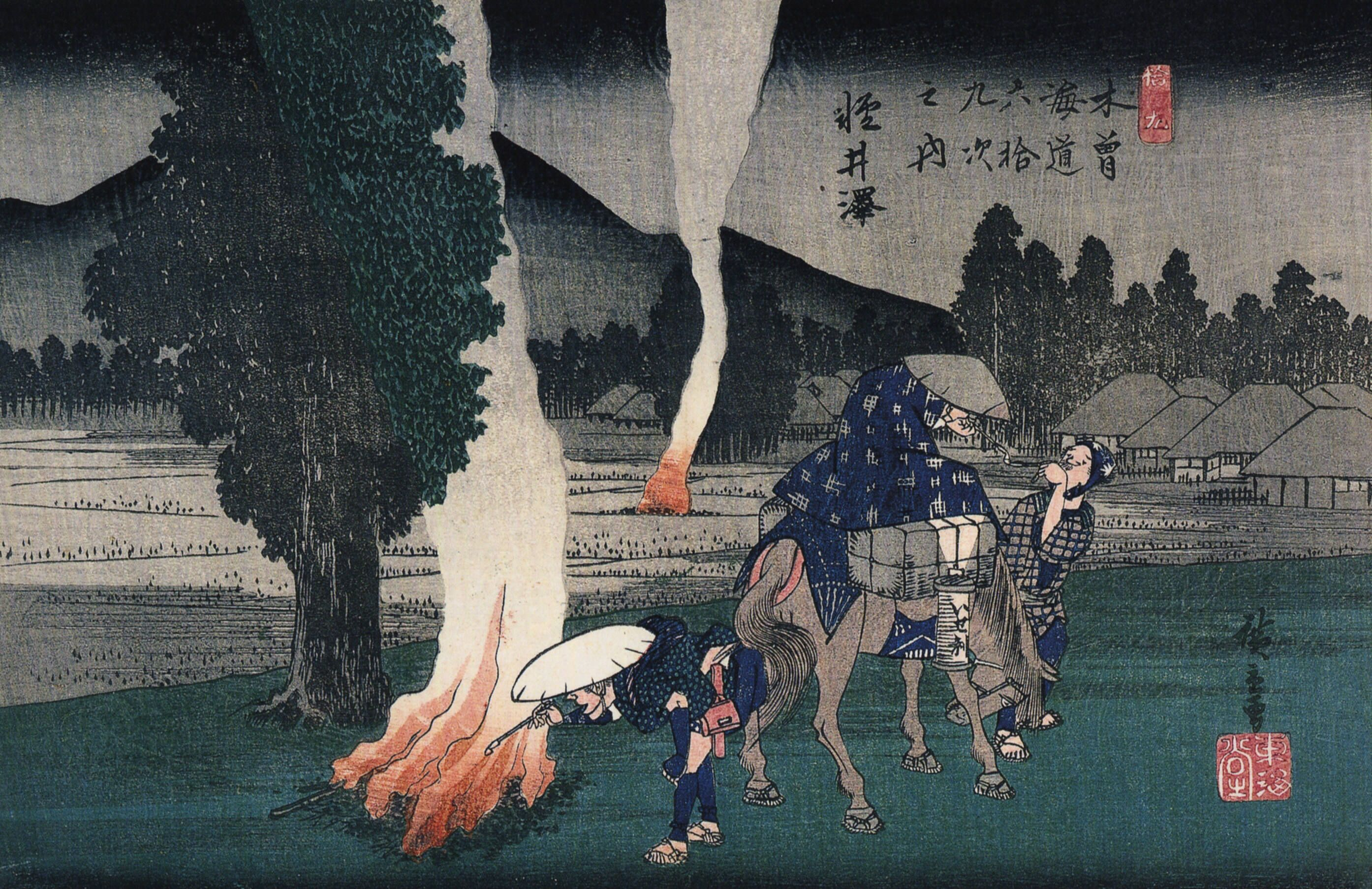
Estación 19: Karuizawa (軽井沢?).
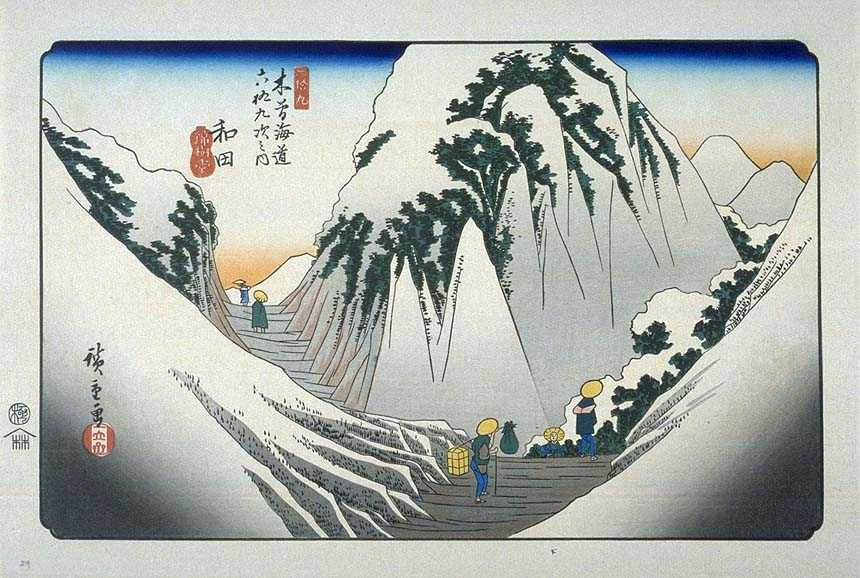
Estación 28: Wada (和田?).
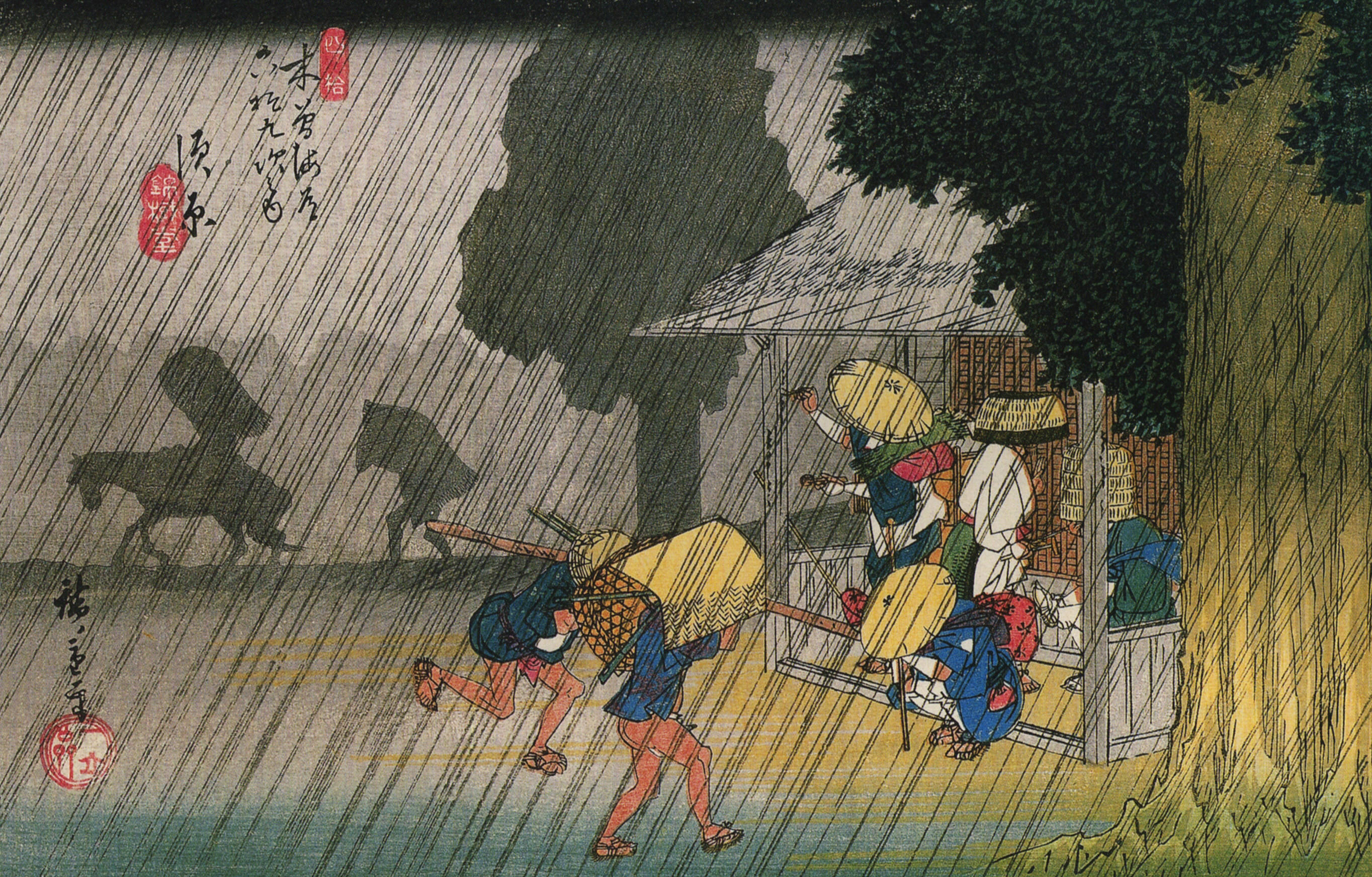
Estación 40: Suhara (須原?).
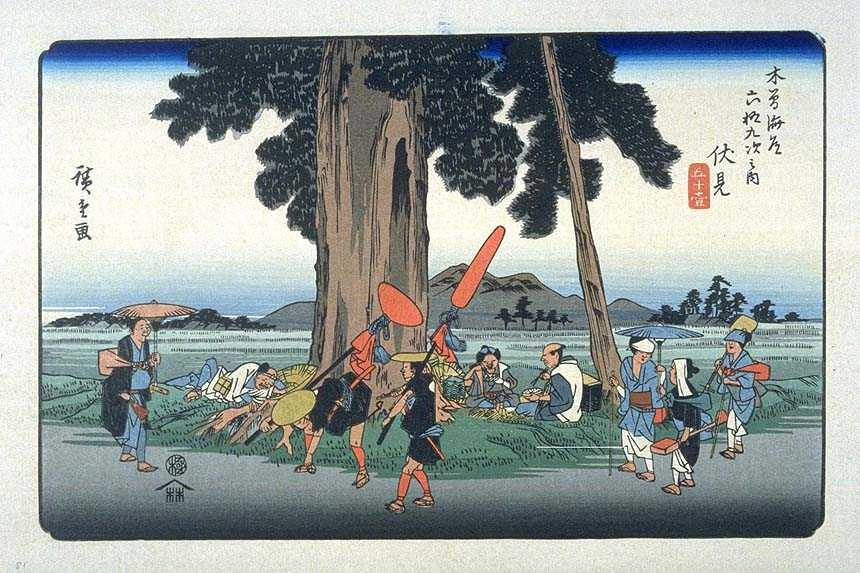
Estación 50: Fushimi (伏見?).

Cien famosas vistas de Edo (名所江戸百景 Meisho Edo Hyakkei?) (1856-1858)
- La catarata de Fudō en Ōji (王子不動之滝 Ōji Fudō no taki?).
- En el santuario de Kameido Tenjin (亀戸天神境内 Kameido Tenjin keidai?).
- El templo de Kinryūzan en Asakusa (浅草金龍山 Asakusa Kinryūzan?).
- Zorros de fuego en la Nochevieja bajo el árbol enoki cerca de Ōji (王子装束ゑの木大晦日の狐火 Ōji Shōzoku enoki Ōmisoka no kitsunebi?).

Treinta y seis vistas del monte Fuji (富士三十六景 Fuji Sanjū-Rokkei?) (1858-1859)
- El dique de Sumida en la capital oriental (東都墨田堤 Tōto sumida tsutsumi?).
- Koshigaya en la provincia de Musashi (武蔵越が谷在 Musashi koshigaya zai?).
- El río Sagami (さがみ川 Sagamigawa?).
- La puerta de entrada a Enoshima en la provincia de Sagami (相摸江之島入口 Sagami enoshima iriguchi?).

## Influencia

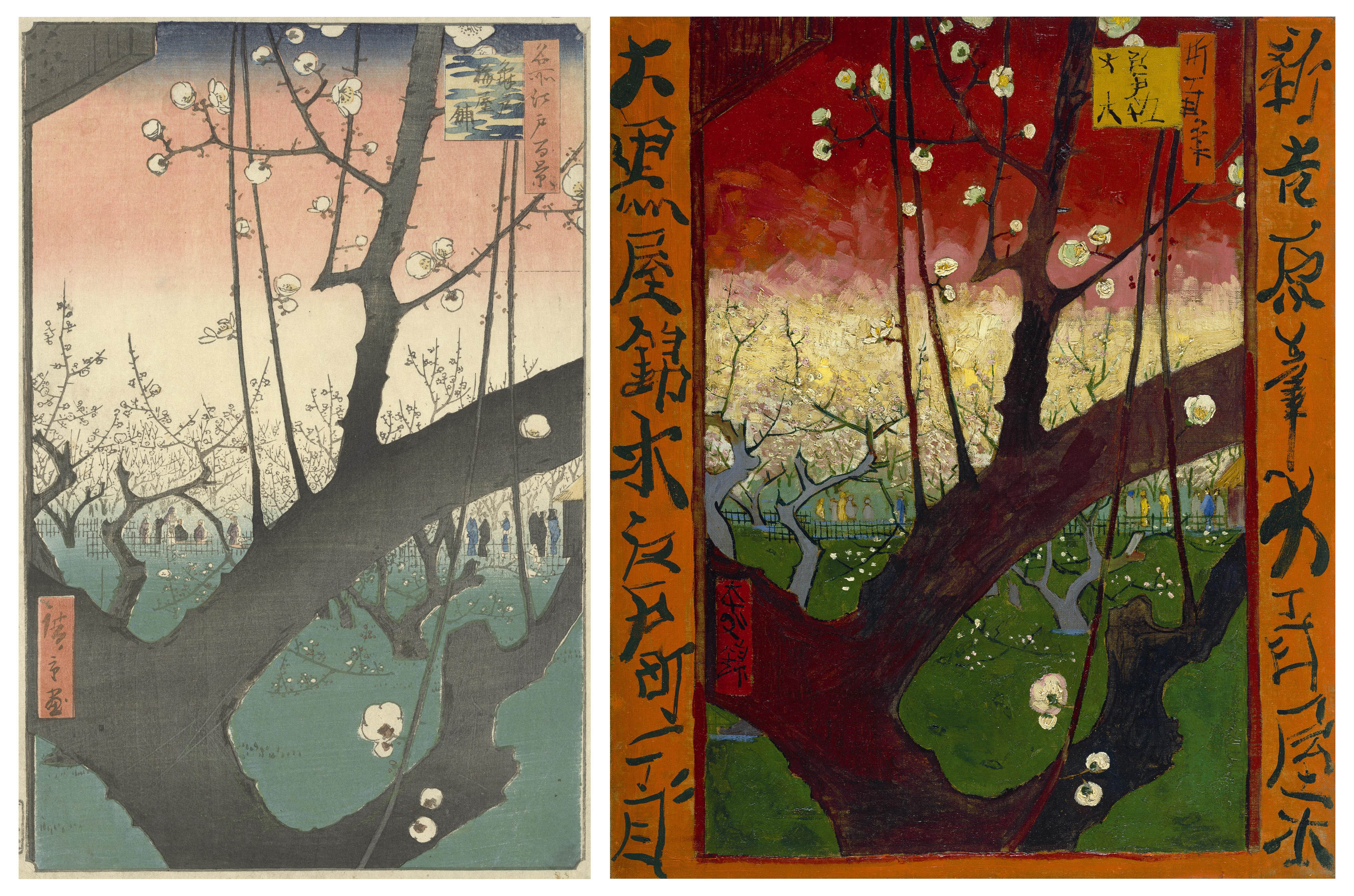
Izquierda: Hiroshige, Jardín de ciruelos en Kameido.
derecha: Van Gogh, Japonaiserie: Ciruelo en flor.

Las estampas de Hiroshige tuvieron una gran acogida en Occidente —donde surgió la moda del japonismo—, llegando a influir en la obra de varios artistas y en diversos movimientos, como el impresionismo, el modernismo o el grupo ruso Mir Iskusstva («el mundo del arte»). Este hecho queda evidenciado en algunas obras de los años 1870 de James Abbott McNeill Whistler, como Thames set y Pinturas nocturnas. También impresionó en gran medida al pintor holandés Vincent van Gogh, que realizó copias de varias obras de Hiroshige, como Japonaiserie: Puente bajo la lluvia (1887) —copia de El puente Ōhashi en Atake bajo una lluvia repentina— y Japonaiserie: Ciruelo en flor (1887) —copia de Jardín de ciruelos en Kameido—. Van Gogh llegó a decir en 1888: «con ojos japoneses se ve más; se siente el color de un modo distinto». Otros artistas en los que influyó la obra de Hiroshige fueron Édouard Manet, Edgar Degas, Claude Monet —que creó un jardín japonés en su casa de Giverny—, Henri de Toulouse-Lautrec, Paul Gauguin, Gustav Klimt, etc. En especial, estos artistas apreciaron en Hiroshige su especial sensibilidad para el tratamiento atmosférico y su sentido del movimiento, su libertad compositiva y la subjetividad en la representación del mundo circundante. La obra de Hiroshige fue asimismo ampliamente difundida por la revista Le Japon Artistique (1888-1891), editada por Samuel Bing.

Hiroshige es un impresionista maravilloso. Monet, Rodin y yo estamos entusiasmados. ¡Cuánto me ha alegrado ver pintado el efecto de la nieve y de las inundaciones. Estos artistas japoneses me confirman en nuestro juicio visual!
Camille Pissarro.

A partir de 1860, el Extremo Oriente, y en particular Japón, se convirtieron en una importante fuente de inspiración para el mundo occidental, dando como resultado una renovación en profundidad de las artes y la arquitectura europeas. Con la apertura Meiji las relaciones de intercambio con Japón se intensificaron. Un ejemplo frecuentemente citado es la participación de Japón en las exposiciones universales de 1862 en Londres y de 1867, 1878 y 1889 en París. En el pabellón japonés, los visitantes descubrían numerosos objetos de arte, puestos a la venta al terminar las exposiciones. El gran público se mostró inmediatamente interesado.
Pero fue a través de los coleccionistas privados (Samuel Bing, Félix Bracquemond y el japonés Hayashi Tadamasa), la literatura (Edmond de Goncourt escribió dos monografías sobre pintores japoneses: Utamaro en 1891 y Hokusai en 1896, y tenía proyectadas otras once antes de su muerte, una de ellas dedicada a Hiroshige) y las «cenas japonesas» (a las que asistían Edgar Degas, Louis Gonse, Edmond de Goncourt, Félix Bracquemond, y otros) como los pintores llegaron a conocer las obras de arte japonés, entre las que figuraban estampas ukiyo-e. Muchos pintores encontraron en ellas una fuente de inspiración, y de esta forma se vieron influenciados el americano Whistler (La princesa del país de la porcelana), Henri de Toulouse-Lautrec (tanto en sus carteles como en su firma), Paul Cézanne (La montaña Sainte-Victoire) o Paul Gauguin (en la serie de mujeres tahitianas).

### La influencia sobre Vincent van Gogh

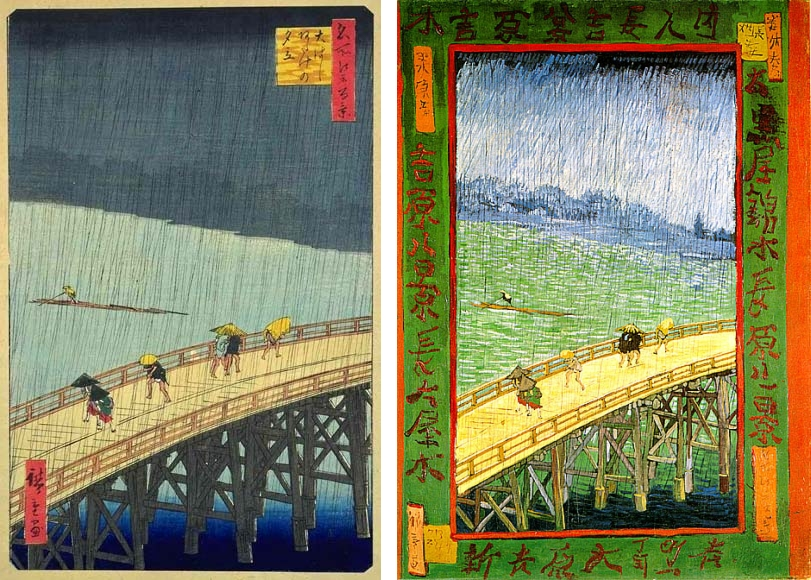
izquierda: Hiroshige, El puente Ōhashi en Atake bajo una lluvia repentina.
derecha: Van Gogh, Japonaiserie: Puente bajo la lluvia.

Vincent van Gogh es sin duda el pintor europeo más influido por la pintura japonesa. Prueba de ello son algunos retratos (Agostina Segatori en el café de Tambourin o los retratos del padre Tanguy, el italiano, aunque acomodados a la moda occidental), pero también sus Iris fuertemente inspirados en los de Hokusai (Iris y cigarra de 1832 por ejemplo), sus árboles, etc. Aficionado a las estampas, coleccionó varios centenares de las que doce eran de Hiroshige.
En el verano de 1887 reprodujo literalmente tres estampas japonesas:
- La cortesana de Keisai Eisen (1790-1848), que había encontrado en la portada de un número monográfico de la revista Paris Illustré de 1886.
- Jardín de ciruelos en Kameido y El puente Ōhashi en Atake bajo una lluvia repentina, según dos estampas de Utagawa Hiroshige de su propiedad (ver las reproducciones).

Admirando y alabando la destreza de los artistas japoneses escribió a su hermano Theo: «su forma de trabajar es tan sencilla como respirar  y hacen una figura con sólo algunos trazos seguros con la misma facilidad que si se abrochasen un chaleco».
Si la moda del japonismo llevó a la buena sociedad a vestir con kimonos, instalar lámparas de pantalla en los salones o iniciarse en la ceremonia del té, Van Gogh fue mucho más lejos. Durante su estancia en Amberes decoró su habitación en el estilo propio del ukiyo-e, en París frecuentó el almacén  del coleccionista Samuel Bing, y en la primavera de 1887 presentó en el café del Tambourin en Montmartre una exposición de estampas japonesas coleccionadas con su hermano Theo. 
La imitación de las tres obras arriba mencionadas hizo que se impregnase del estilo japonés. A partir de ese momento Van Gogh aplicó a sus telas los colores sin mezclas y, sobre todo, encontró en las estampas una justificación para su propia utilización del negro, color prohibido para otros pintores impresionistas. Recuperó el valor de la línea para definir planos y objetos, y la aplicó con vigor. Además de las figuras se inspiró en los pintores japoneses para la creación del espacio, atraído por la vivacidad que imprimen al cuadro las líneas curvas y onduladas, la confrontación entre lejanías y primeros planos, especialmente explotada por  Hiroshige, o la perspectiva aérea oriental, tal como la practican los pintores japoneses del espíritu zen.

### La influencia sobre Claude Monet

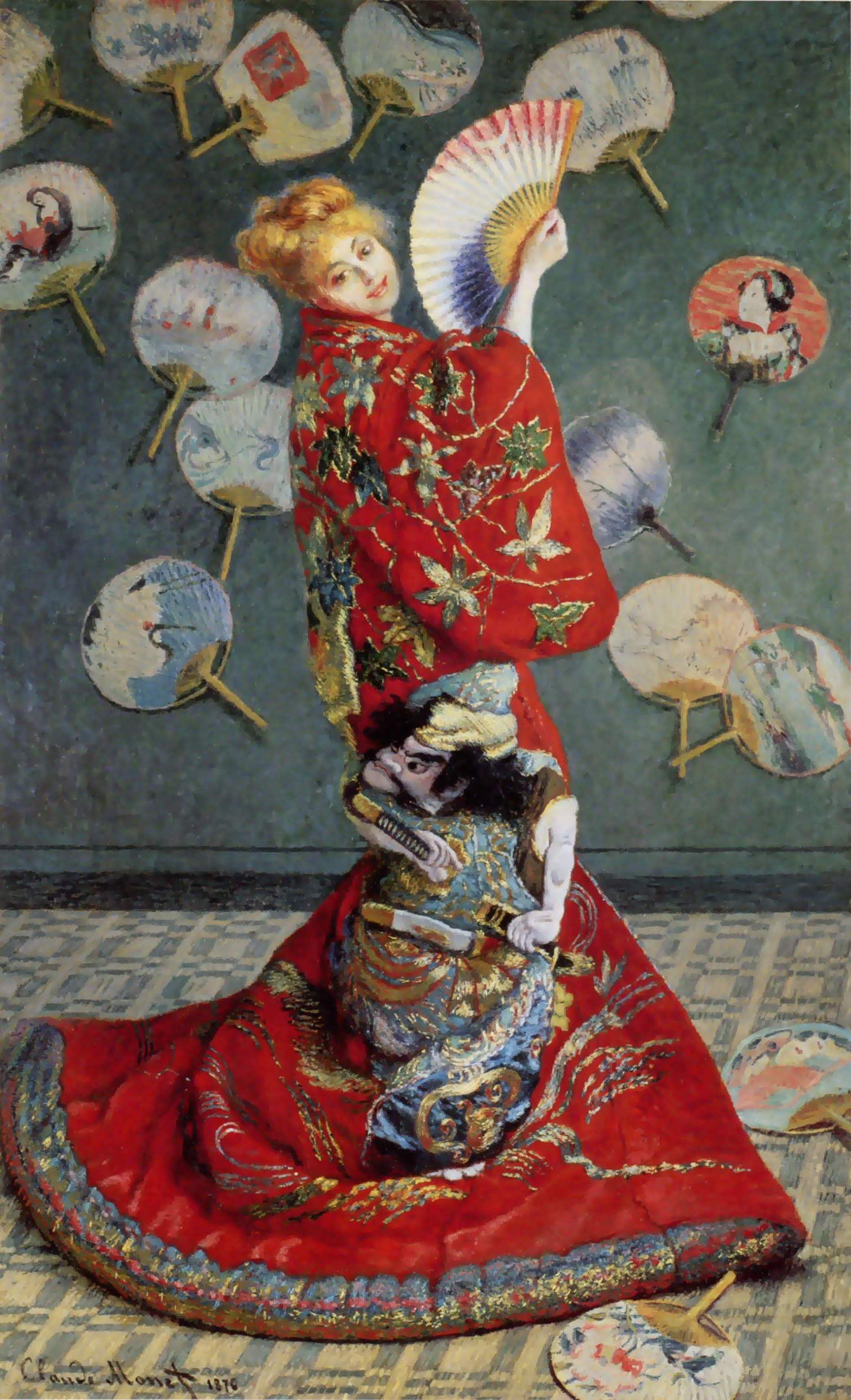
Claude Monet: Madame Monet en traje japonés.

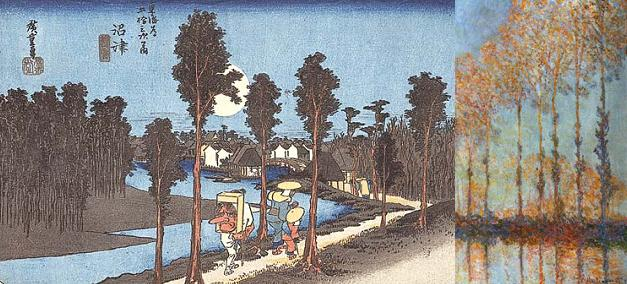
Izquierda, Hiroshige: Numazu, crepúsculo.
Derecha, Claude Monet: Alameda en Epte (1891).

Claude Monet fue notablemente influenciado por los pintores japoneses: participó en las «cenas japonesas» organizadas por Samuel Bing, habló de arte japonés con otros pintores y escritores, asistió a la galería Durand-Ruel de París en los años 1890, y así los muestran sus cuadros. Una de las pruebas más evidentes es el retrato de su primera esposa, Camille Doncieux, vestida a la moda japonesa, pero de modo general tomó de los artistas japoneses ciertos juegos de color, temas, movimiento y encuadres.

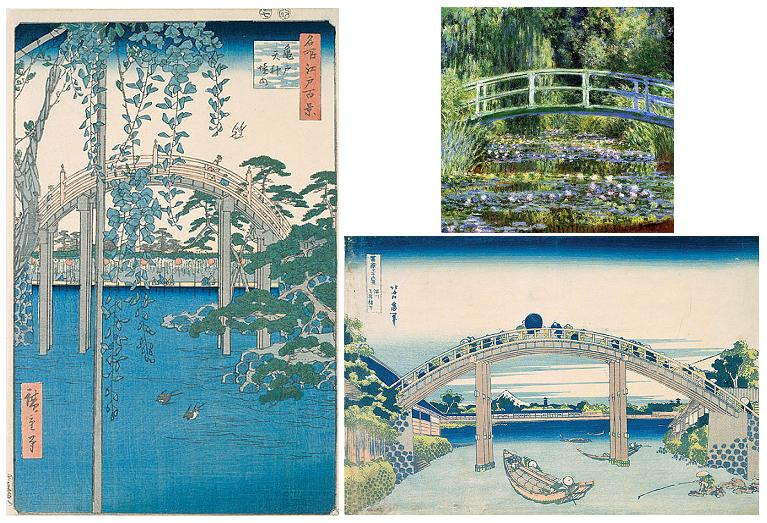
Izquierda: Hiroshige, Interior del santuario Kameido-Tenjin (Tokio)
Derecha, abajo: Hokusai, Bajo el puente Mannen en Fukagawa,
arriba: Claude Monet, Estanque de nenúfares, armonía en verde.

Sin embargo, es dudoso que tomase directamente de los pintores japoneses la idea de sus series (catedral de Rouen, alamedas, el Támesis en Londres, Venecia, etc.), pues su ambición era otra. Donde los japoneses representan un lugar desde diversos puntos de vista (como las Treinta y seis vistas del monte Fuji de Hokusai), en diferentes momentos del día y bajo los efectos de los distintos elementos naturales (nieve, lluvia, viento, tormenta), Monet prefiere pintar un lugar siempre desde el mismo ángulo, o muy cercano, concentrándose en la manera de representar la atmósfera, el ambiente o la luz, y de reproducir las emociones fugaces que el pintor capta en el momento de realizar su pintura. 
Monet fue influido por los pintores japoneses de una manera general, pero esencialmente por Hokusai e Hiroshige. Si se puede advertir la influencia de Hokusai en sus nenúfares, la de Hiroshige surge en las representaciones del puente (cuyo modelo es el puente japonés que Monet se hizo instalar en su jardín de Giverny) o de los álamos (véanse las  ilustraciones comparativas), pero sin detenerse en estas anecdóticas semejanzas compositivas es el modo como los pintores japoneses se aproximan al mundo, a los paisajes, a la vegetación, a las personas, la atención al clima psicológico, la variabilidad de la visión y de los estados de ánimo, lo que impregnó su pintura. Monet (o Whistler) y los impresionistas en general, al asimilar la lección de los pintores de estampas como Hiroshige, llegaron a ser particularmente sensibles a esa visión del mundo cambiante reflejado en el ser humano, productor de momentos preciosos, irreproducibles, pero susceptibles de ser fijados por el arte.